# 豊田市の埋蔵文化財の一覧
豊田市の埋蔵文化財の一覧（とよたしのまいぞうぶんかざいのいちらん）は、愛知県豊田市内における埋蔵文化財に関する一覧である。

## 複合遺跡
- 紅山遺跡江古山遺跡 - 集落跡・古墳（弥生時代～奈良時代）
- 岩長遺跡 - 集落跡・古墳（縄文時代～近世）
- 霊岩寺A遺跡 - 古墳・その他墓（弥生時代）
- 高橋遺跡 - 集落跡・古墳・その他墓（弥生時代～平安時代）
- 京町遺跡 - その他墓・散布地（旧石器時代～弥生時代）
- 丸根遺跡 - 集落跡・その他墓（縄文時代・古墳時代・中世）
- 川原遺跡 - 集落跡・その他墓（縄文時代～平安時代）
- 松平城 - 城館跡・古窯・その他（中世～近世）
- 心月院跡 - 散布地・城館跡（縄文時代・中世）
- 菅生遺跡 - 集落跡・散布地（弥生時代・旧石器時代）
- 大貝津遺跡 - 集落跡・散布地（古墳時代～平安時代・縄文時代）
- 森下遺跡 - 集落跡・散布地（中世・縄文時代）
- 宮ノ後遺跡 - 集落跡・散布地（縄文時代・近世・弥生時代・平安時代～中世）
- 寺ノ下遺跡 - 集落跡・散布地（縄文時代・古墳時代・平安時代～中世）
- 御堂遺跡 - 集落跡・散布地（縄文時代・中世）
- 北貝戸遺跡 - 集落跡・散布地（縄文時代・平安時代）
- 牛寺遺跡 - 集落跡・城館（縄文時代～弥生時代・中世）

## 古墳
（太字は現存または移築保存されている古墳を示す。）
- 青木原（あおきばら）1号墳 - 平戸橋町。古墳時代。
- 青木原2号墳 - 平戸橋町。古墳時代。
- 秋葉1号墳 - 秋葉町。古墳時代。
- 秋葉2号墳 - 秋葉町。古墳時代。
- 秋葉3号墳 - 秋葉町。古墳時代。
- 秋葉4号墳 - 平山町。古墳時代。
- 秋葉5号墳 - 秋葉町。古墳時代。
- 荒山1号墳 - 琴平町。古墳時代。
- 荒山2号墳 - 琴平町。古墳時代。
- 池田1号墳 - 猿投町。古墳時代。愛知県指定文化財（史跡）。
- 池田2号墳 - 加納町。古墳時代。
- 池田3号墳 - 猿投町。古墳時代。
- 池ノ表古墳 - 今町。古墳時代。
- 池ノ根1号墳 - 高橋町。古墳時代。
- 池ノ根2号墳 - 高橋町。古墳時代。
- 石田古墳 - 百々町。古墳時代。
- 市塚古墳 - 御立町。古墳時代。
- 市塚南古墳 - 御立町。古墳時代。
- 一本松1号墳 - 岩倉町。古墳時代。
- 一本松2号墳 - 琴平町。古墳時代。
- 稲荷塚古墳 - 下林町。古墳時代。
- 稲荷東古墳 - 下林町。古墳時代。
- 井上1号墳 - 井上町。古墳時代。
- 井上2号墳 - 井上町。古墳時代。
- 井上3号墳 - 井上町。古墳時代。
- 入山古墳 - 市木町。古墳時代。
- 岩鼻古墳 - 平和町。古墳時代。
- 上ノ段古墳 - 加納町にあったものを猿投中学校敷地内に移築保存。古墳時代。
- 内山1号墳 - 秋葉町。古墳時代。
- 内山2号墳 - 秋葉町。古墳時代。
- 内山3号墳 - 秋葉町。古墳時代。
- 宇津木古墳 - 花本町。古墳時代。
- 梅垣内古墳 - 渡合町。古墳時代。
- 上ケ塚古墳 - 渡合町。古墳時代。
- エベケ古墳 - 東保見町。古墳時代。
- 大釜1号墳 - 御船町。古墳時代。
- 大釜2号墳 - 御船町。古墳時代。
- 大高根1号墳 - 御船町。古墳時代。
- 大高根2号墳 - 御船町。古墳時代。
- 大高根3号墳 - 平戸橋町。古墳時代。
- 大谷古墳 - 水源町。古墳時代。
- 大原1号墳 - 大畑町。古墳時代。
- 大原2号墳 - 大畑町。古墳時代。
- 岡田塚古墳 - 秋葉町。古墳時代。
- 長田古墳 - 平和町。古墳時代。
- 長田南古墳 - 平和町。古墳時代。
- 鏡田古墳 - 東山町。古墳時代。
- 香久礼1号墳 - 志賀町にあったものを曽根遺跡公園に移築保存。奈良時代。
- 香久礼2号墳 - 志賀町。古墳時代。
- 香久礼3号墳 - 志賀町。古墳時代。
- 香久礼4号墳 - 志賀町。古墳時代。
- 香久礼5号墳 - 志賀町。古墳時代。
- 香久礼6号墳 - 宝来町。古墳時代。
- 隠狭間1号墳 - 貝津町。古墳時代。
- 隠狭間2号墳 - 貝津町。古墳時代。
- 樫尾1号墳 - 野見山町にあったものを豊田市郷土資料館敷地に移築保存。古墳時代。
- 樫尾2号墳 - 野見山町。古墳時代。
- 樫尾3号墳 - 野見山町。古墳時代。
- 金谷大塚古墳 - 金谷町。古墳時代。
- 萱野古墳 - 水源町。古墳時代。
- 勘八1号墳 - 勘八町にあったものを青木小学校敷地に移築保存。古墳時代。
- 勘八2号墳 - 勘八町。古墳時代。
- 勘八3号墳 - 勘八町。古墳時代。
- 勘八4号墳 - 勘八町。古墳時代。
- 勘八5号墳 - 勘八町。古墳時代。
- 北野古墳 - 伊保町。古墳時代。
- 北山1号墳 - 古墳時代。
- 北山2号墳 - 古墳時代。
- 京ケ峰1号墳 - 市木町にあったものを弘法山山頂に移築保存。古墳時代。
- 京ケ峰2号墳 - 京ケ峰。古墳時代。
- 京ケ峰3号墳 - 東山町。古墳時代。
- 京ケ峰4号墳 - 東山町。古墳時代。
- 京町藤塚古墳 - 京町。古墳時代。
- キヨツカ1号墳 - 篠原町。古墳時代。
- キヨツカ2号墳 - 篠原町。古墳時代。
- 楠ノ木1号墳 - 東山町。古墳時代。
- 楠ノ木2号墳 - 志賀町。古墳時代。
- 楠ノ木3号墳 - 志賀町。古墳時代。
- 楠ノ木4号墳 - 志賀町。古墳時代。
- 供膳寺（ぐぜんじ）古墳 - 長興寺。古墳時代。
- 口明塚古墳 - 御船町。古墳時代。
- 車塚古墳 - 永覚町。古墳時代。
- 玄野（げんや）1号墳 - 琴平町。古墳時代。
- 玄野2号墳 - 琴平町。古墳時代。
- 玄野3号墳 - 琴平町。古墳時代。
- 弘法山1号墳 - 東保見町。古墳時代。
- 弘法山2号墳 - 東保見町。古墳時代。
- 小笹古墳 - 越戸町。古墳時代。
- 琴平1号墳 - 琴平町。古墳時代。
- 琴平2号墳 - 琴平町。古墳時代。
- 琴平3号墳 - 琴平町。古墳時代。
- 琴平4号墳 - 琴平町。古墳時代。
- 琴平5号墳 - 琴平町。古墳時代。
- 三ノ宮1号墳 - 白川町。古墳時代。
- 三ノ宮2号墳 - 白川町。古墳時代。
- 地家（じげ）1号墳 - 猿投町。古墳時代。
- 地家2号墳 - 猿投町。古墳時代。
- 地家3号墳 - 猿投町。古墳時代。
- 枝下1号墳 - 枝下町。古墳時代。
- 枝下2号墳 - 枝下町。奈良時代。
- 枝下3号墳 - 御船町。奈良時代。
- 四反田1号墳 - 志賀町。古墳時代。
- 四反田2号墳 - 志賀町。古墳時代。
- 下田古墳 - 深見町。古墳時代。
- 三味線塚古墳 - 鴛鴨町にあったものを近隣地へ復元保存。古墳時代。
- 将軍塚古墳 - 平戸橋町。古墳時代。
- 少年院前塚古墳 - 浄水町。古墳時代。
- 白草古墳 - 森町。古墳時代。
- 白地釜古墳 - 深見町。古墳時代。
- 城塚古墳 - 堤本町。古墳時代。
- 新切1号墳 - 平和町。古墳時代。
- 新切2号墳 - 平和町。古墳時代。
- 新切3号墳 - 平和町。古墳時代。
- 新切4号墳 - 平和町。古墳時代。
- 新切5号墳 - 平和町。古墳時代。
- 神郷（じんごう）1号墳 - 猿投町。古墳時代。
- 神郷2号墳 - 猿投町。古墳時代。
- 神郷3号墳 - 猿投町。古墳時代。
- 神明社古墳 - 上野町。古墳時代。
- 陣屋跡古墳 - 足助町。古墳時代。
- 水源高根古墳 - 水源町。古墳時代。
- 水源山北古墳 - 水源町。古墳時代。
- 水源山南古墳 - 水源町。古墳時代。
- 高岡1号墳 - 鴛鴨町。古墳時代。
- 高岡2号墳 - 鴛鴨町。古墳時代。
- 高岡3号墳 - 鴛鴨町。古墳時代。
- 高根1号墳 - 秋葉町。古墳時代。
- 高根2号墳 - 秋葉町。古墳時代。
- 高根3号墳 - 秋葉町。古墳時代。
- 高根4号墳 - 秋葉町。古墳時代。
- 高根5号墳 - 秋葉町。古墳時代。
- 高根6号墳 - 秋葉町。古墳時代。
- 高橋遺跡1号墳 - 上野町。古墳時代。
- 滝1号墳 - 御船町にあったものを近隣地へ移築保存。古墳時代。
- 滝2号墳 - 御船町。古墳時代。
- 滝3号墳 - 御船町。古墳時代。
- 滝4号墳 - 御船町。古墳時代。
- 知夜ケ峯古墳 - 保見町。古墳時代。
- 塚越古墳 - 本徳町。古墳時代。
- 堤1号墳 - 永太郎町。古墳時代。
- 堤2号墳 - 永太郎町。古墳時代。
- 堤3号墳 - 永太郎町。奈良時代。
- 堤4号墳 - 永太郎町。奈良時代。
- 堤5号墳 - 永太郎町。奈良時代。
- 堤6号墳 - 永太郎町。奈良時代。
- 寺下古墳 - 森町。古墳時代。
- 天王山古墳 - 平和町。古墳時代。
- 樋田1号墳 - 手呂町。古墳時代。
- 樋田2号墳 - 手呂町。古墳時代。
- 東郷1号墳 - 桝塚東町。古墳時代。
- 東郷2号墳 - 桝塚東町。古墳時代。
- 百々古墳 - 百々町。古墳時代。
- 渡刈富士塚古墳 - 渡刈町。古墳時代。
- 鳥狩塚古墳 - 渡刈町。古墳時代。
- 豊田大塚古墳 - 河合町。古墳時代。愛知県指定文化財（史跡）。
- 中根古墳 - 勘八町。古墳時代。
- 波岩1号墳 - 平戸橋町。古墳時代。
- 波岩2号墳 - 平戸橋町。古墳時代。
- 波岩3号墳 - 平戸橋町。古墳時代。
- 西糟目（にしかすめ）古墳 - 渡刈町。古墳時代。
- 根川1号墳 - 東保見町。古墳時代。
- 根川2号墳 - 東保見町。古墳時代。
- 根川3号墳 - 東保見町。古墳時代。
- 根義鐘北（ねぎがねきた）古墳 - 平山町。古墳時代。
- 根義鐘南（ねぎがねみなみ）古墳 - 平山町。古墳時代。
- 根中1号墳 - 平和町。古墳時代。
- 根中2号墳 - 平和町。古墳時代。
- 子ムリ古墳 - 東山町。古墳時代。
- 萩洞西古墳 - 岩滝町。古墳時代。
- 萩洞南古墳 - 岩滝町。古墳時代。
- 萩洞東古墳 - 岩滝町。古墳時代。
- 花立1号墳 - 岩滝町。古墳時代。
- 花立2号墳 - 岩滝町。古墳時代。
- 花立3号墳 - 岩滝町。古墳時代。
- 花立4号墳 - 岩滝町。古墳時代。
- 花立5号墳 - 岩滝町。古墳時代。
- 花立6号墳 - 岩滝町。古墳時代。
- 花立7号墳 - 岩滝町。古墳時代。
- 半済寺古墳 - 深見町。中世
- 日面塚（ひおもつか）古墳 - 秋葉町。古墳時代。
- 東畑1号墳 - 田籾町にあったものを豊田市教職員会館の敷地内に移築保存。古墳時代。
- 東畑2号墳 - 篠原町。古墳時代。
- 東畑3号墳 - 田籾町。古墳時代。
- 東山古墳 - 高町。古墳時代。
- 平井大塚古墳 - 平井町。古墳時代。
- 平子山古墳 - 水源町。古墳時代。
- 平子山北古墳 - 水源町・平和町。古墳時代。
- 平山古墳 - 平和町。古墳時代。
- 広沢1号墳 - 猿投町。古墳時代。
- 広沢2号墳 - 猿投町。古墳時代。
- 深見1号墳 - 深見町。古墳時代。
- 深見2号墳 - 深見町。古墳時代。
- 深見3号墳 - 深見町。古墳時代。
- 藤山1号墳 - 加納町。古墳時代。
- 藤山2号墳 - 加納町。古墳時代。
- 藤山3号墳 - 加納町。古墳時代。
- 藤山4号墳 - 加納町。古墳時代。
- 不動1号墳 - 東山町にあったものを美里一区区民会館隣地に移築保存。古墳時代。
- 不動2号墳 - 東山町。古墳時代。
- 宝来1号墳 - 宝来町。古墳時代。
- 宝来2号墳 - 宝来町。古墳時代。
- 宝来3号墳 - 宝来町。古墳時代。
- 細田古墳 - 深見町。古墳時代。
- 本郷古墳 - 亀首町。古墳時代。
- 松崎古墳 - 八草町。古墳時代。
- 御内平古墳 - 深見町。古墳時代。
- 馬場瀬（まばせ）1号墳 - 平戸橋町。古墳時代。
- 馬場瀬2号墳 - 平戸橋町。古墳時代。豊田市指定文化財（史跡）。
- 馬場瀬3号墳 - 平戸橋町。古墳時代。豊田市指定文化財（史跡）。
- 馬場瀬4号墳 - 平戸橋町。古墳時代。豊田市指定文化財（史跡）。
- 馬場瀬5号墳 - 勘八町。古墳時代。豊田市指定文化財（史跡）。
- 馬場瀬6号墳 - 勘八町。古墳時代。豊田市指定文化財（史跡）。
- 馬場瀬7号墳 - 勘八町。古墳時代。豊田市指定文化財（史跡）。
- 馬場瀬8号墳 - 勘八町。古墳時代。豊田市指定文化財（史跡）。
- 南沢1号墳 - 乙部町。古墳時代。
- 南沢2号墳 - 乙部町。古墳時代。
- 宮口1号墳 - 永太郎町。古墳時代。豊田市指定文化財（史跡）。
- 宮口2号墳 - 永太郎町。古墳時代。豊田市指定文化財（史跡）。
- 宮口3号墳 - 永太郎町。古墳時代。豊田市指定文化財（史跡）。
- 宮口4号墳 - 永太郎町。古墳時代。豊田市指定文化財（史跡）。
- 谷耳太古墳 - 市木町。古墳時代。
- 薬師山古墳 - 今町。古墳時代。
- 谷下（やげ）古墳 - 市木町。古墳時代。
- 矢遠(やとお)古墳 - 東保見町にあったものを豊田市文化財倉庫の敷地内に移築保存。
- 山田1号墳 - 京ケ峰。古墳時代。
- 山田2号墳 - 京ケ峰。古墳時代。
- 山ノ神古墳 - 渋谷町。奈良時代。
- 八柱社古墳 - 森町。古墳時代。
- 山洞1号墳 - 東保見町。古墳時代。
- 山洞2号墳 - 保見ケ丘。古墳時代。
- 山洞3号墳 - 乙部ケ丘。古墳時代。
- 山洞4号墳 - 乙部ケ丘。古墳時代。
- 横山古墳 - 保見町。古墳時代。
- 寄元1号墳 - 古墳時代。
- 寄元2号墳 - 加納町。古墳時代。
- 寄元3号墳 - 加納町。古墳時代。
- 寄元4号墳 - 加納町。奈良時代。
- 寄元5号墳 - 加納町。古墳時代。
- 来姓（らいじょう）1号墳 - 八草町。古墳時代。
- 来姓2号墳 - 八草町。古墳時代。
- 来姓3号墳 - 八草町。古墳時代。
- 来姓4号墳 - 八草町。古墳時代。
- 来姓5号墳 - 八草町。古墳時代。
- 来姓6号墳 - 八草町。古墳時代。
- 来姓7号墳 - 八草町。古墳時代。
- 来姓8号墳 - 八草町。古墳時代。
- 来姓9号墳 - 八草町。古墳時代。
- 六部塚古墳 - 市木町。古墳時代。

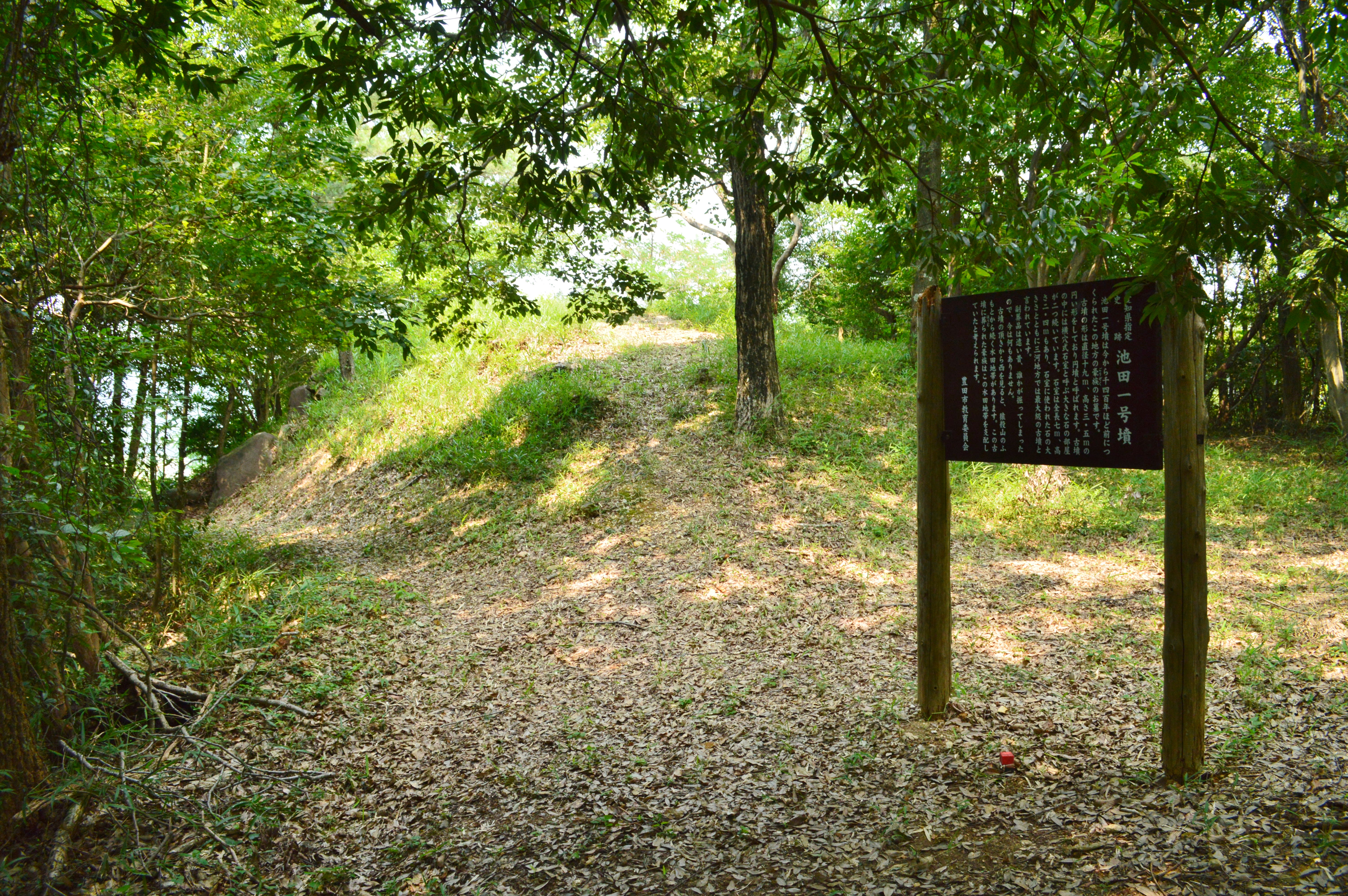
池田1号墳墳丘 （猿投町、2019年（令和元年）8月）
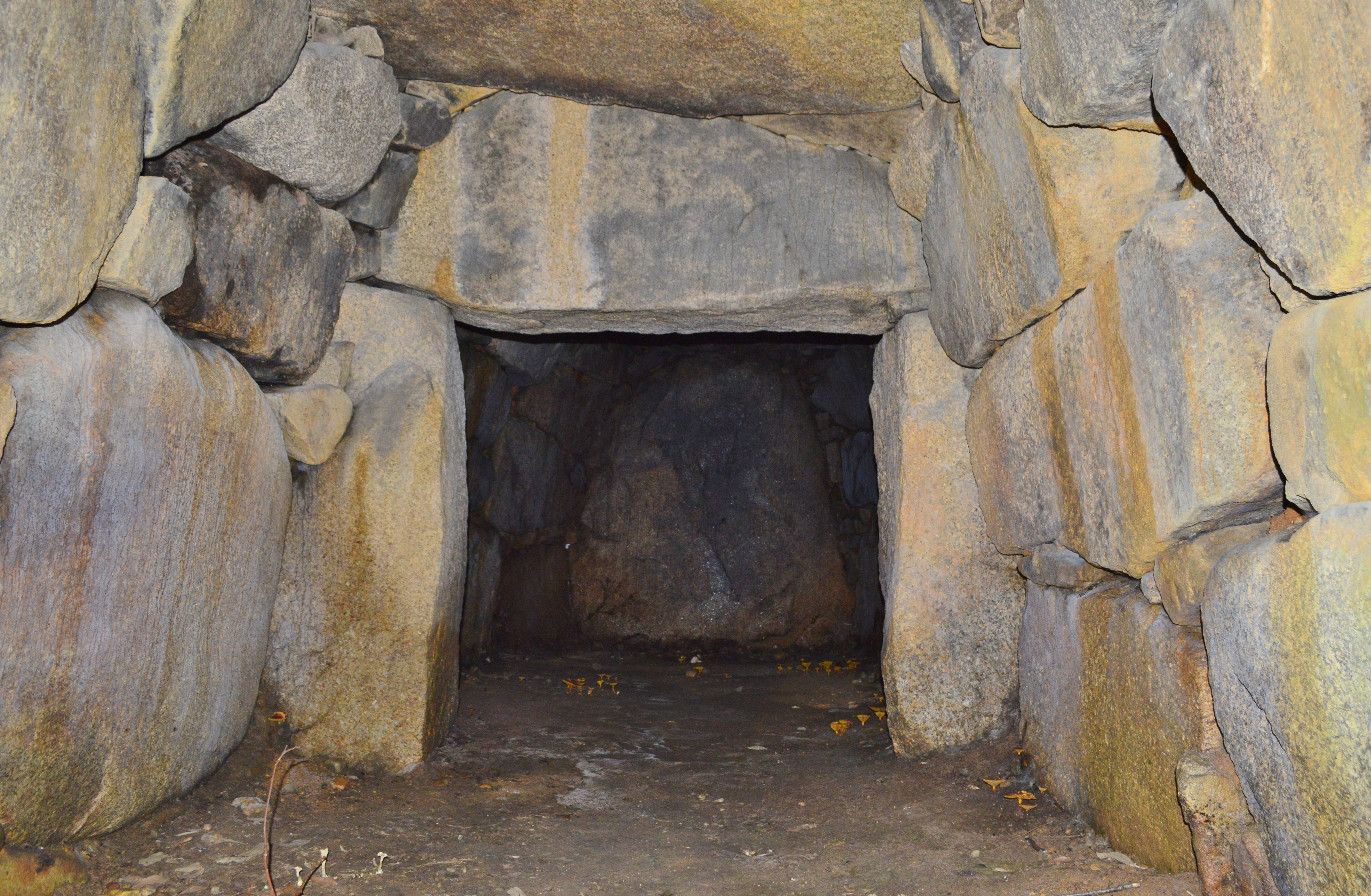
池田1号墳石室前室 （猿投町、2019年（令和元年）8月）
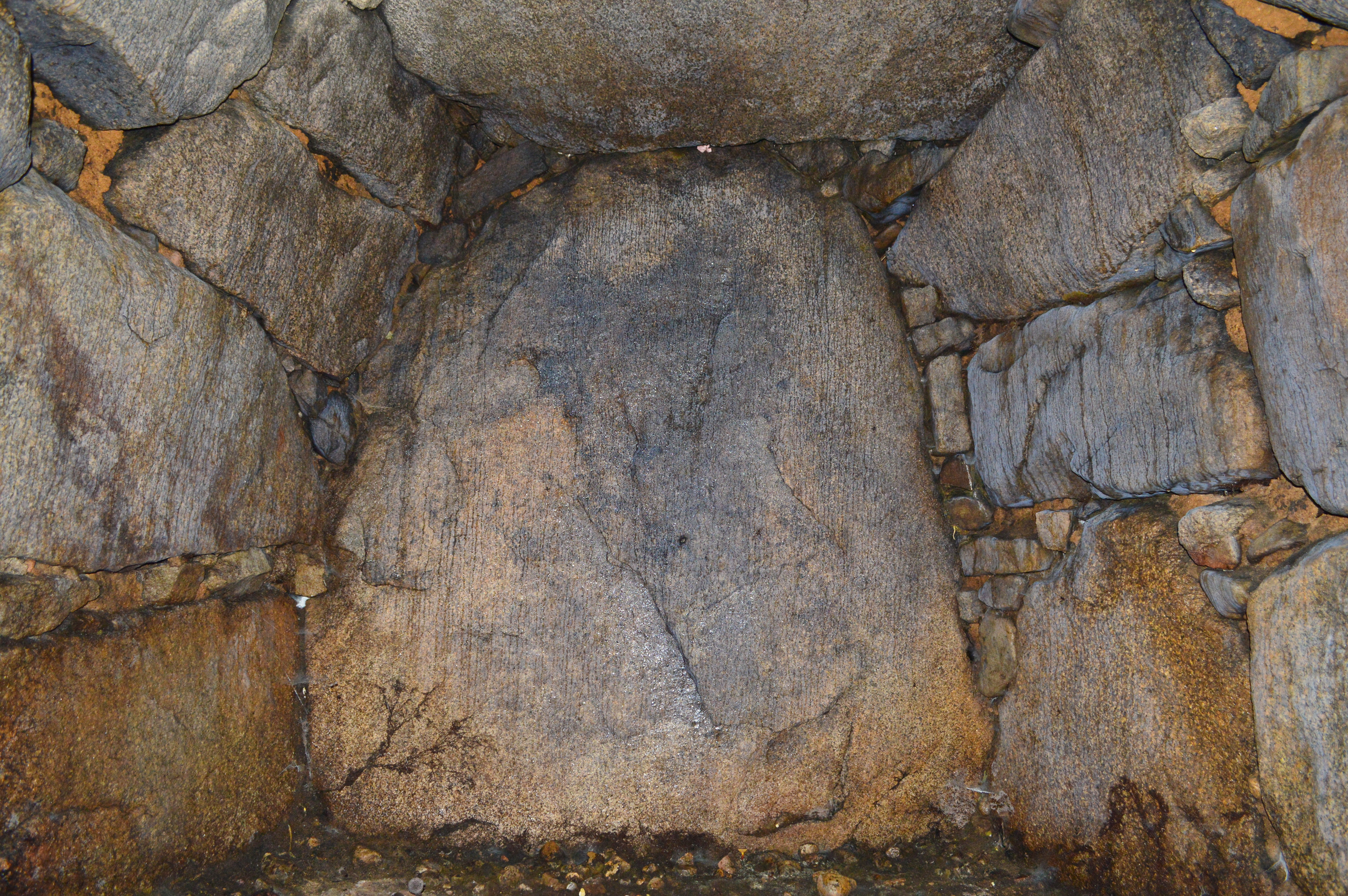
池田1号墳石室奥室 （猿投町、2019年（令和元年）8月）
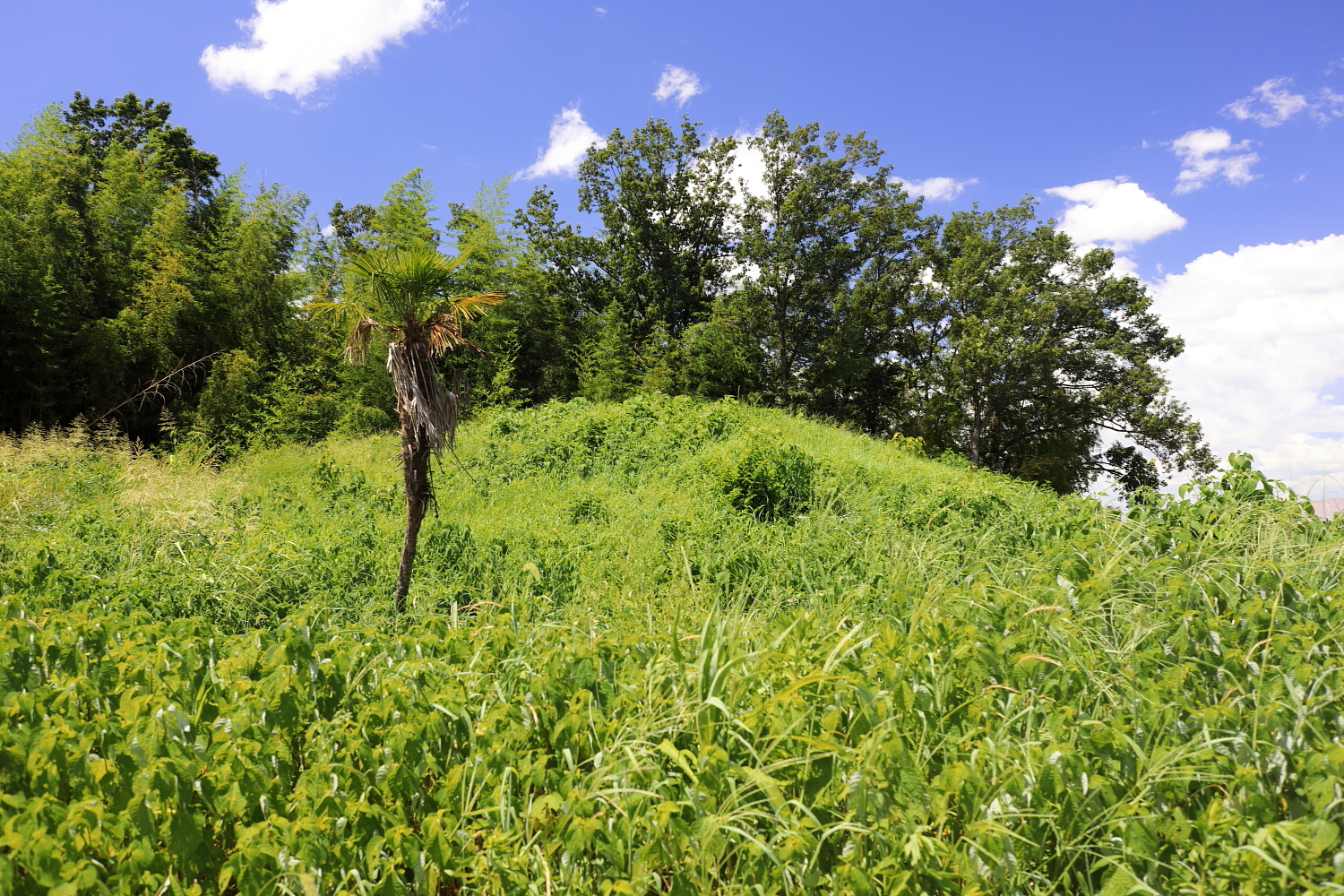
市塚古墳 （御立町、2019年（令和元年）8月）
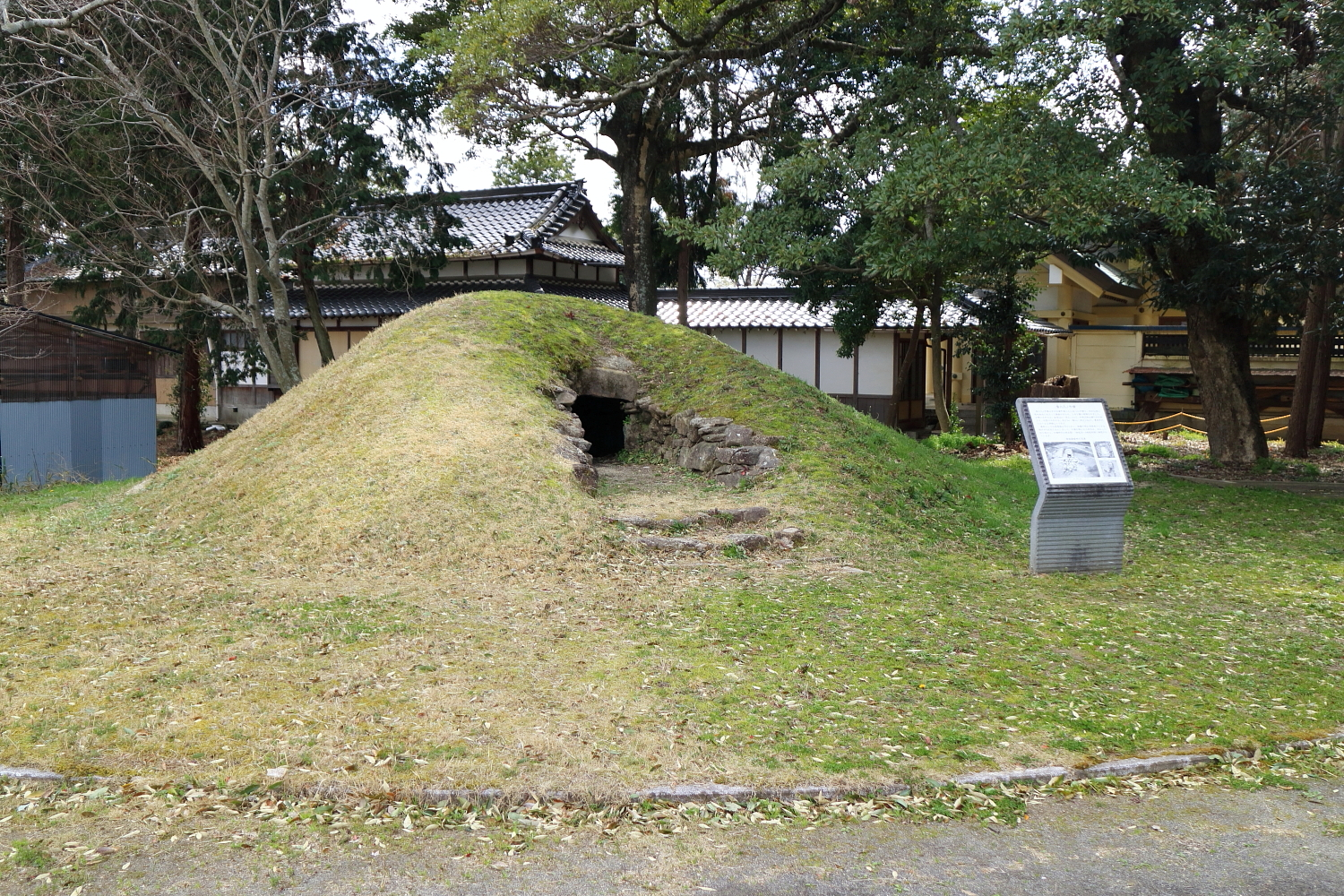
曽根遺跡公園に移築保存されている香久礼1号墳 （森町、2017年（平成29年）6月）
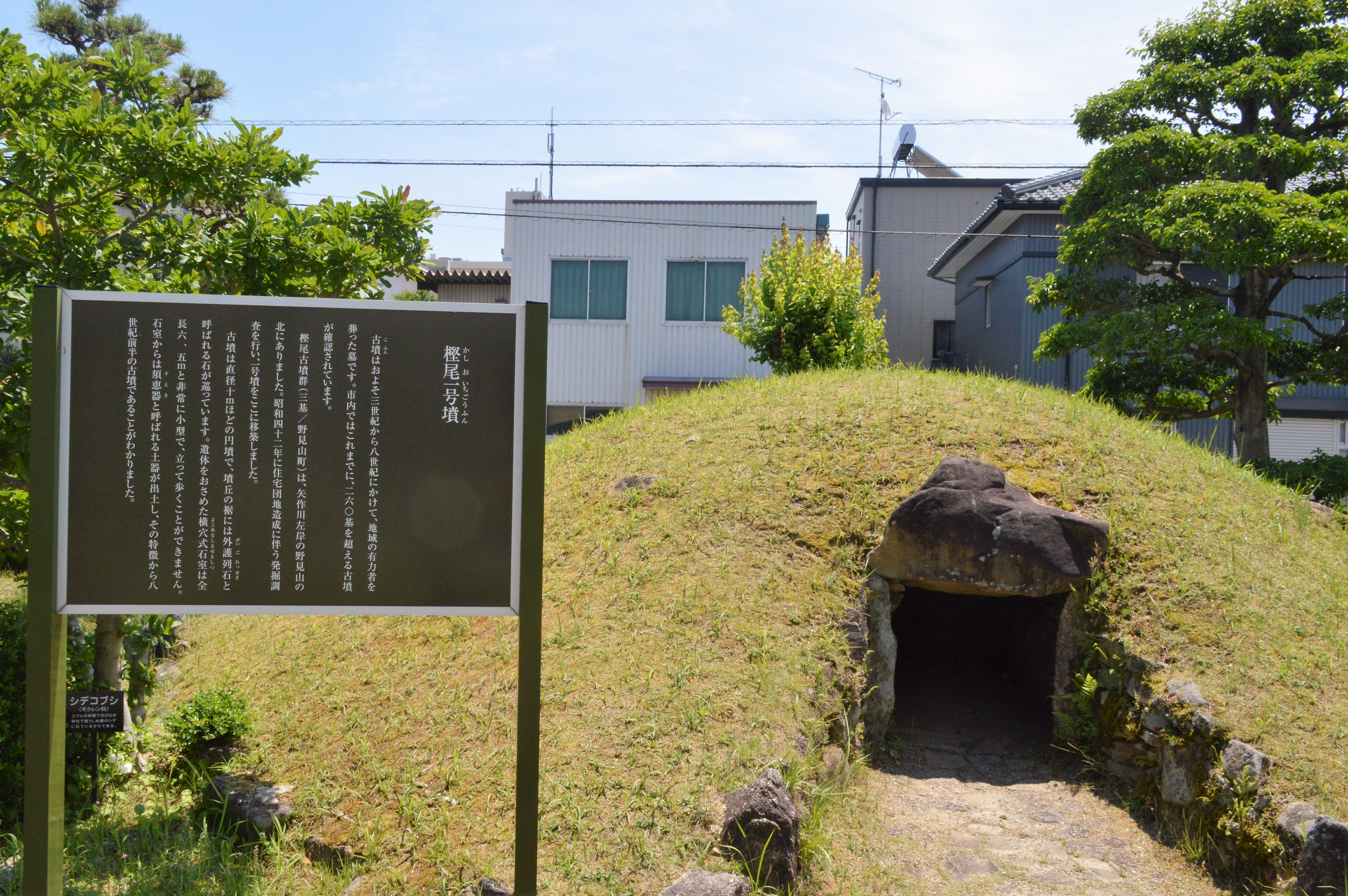
豊田市郷土資料館敷地に移築保存されている樫尾1号墳 （陣中町、2017年（平成29年）6月）
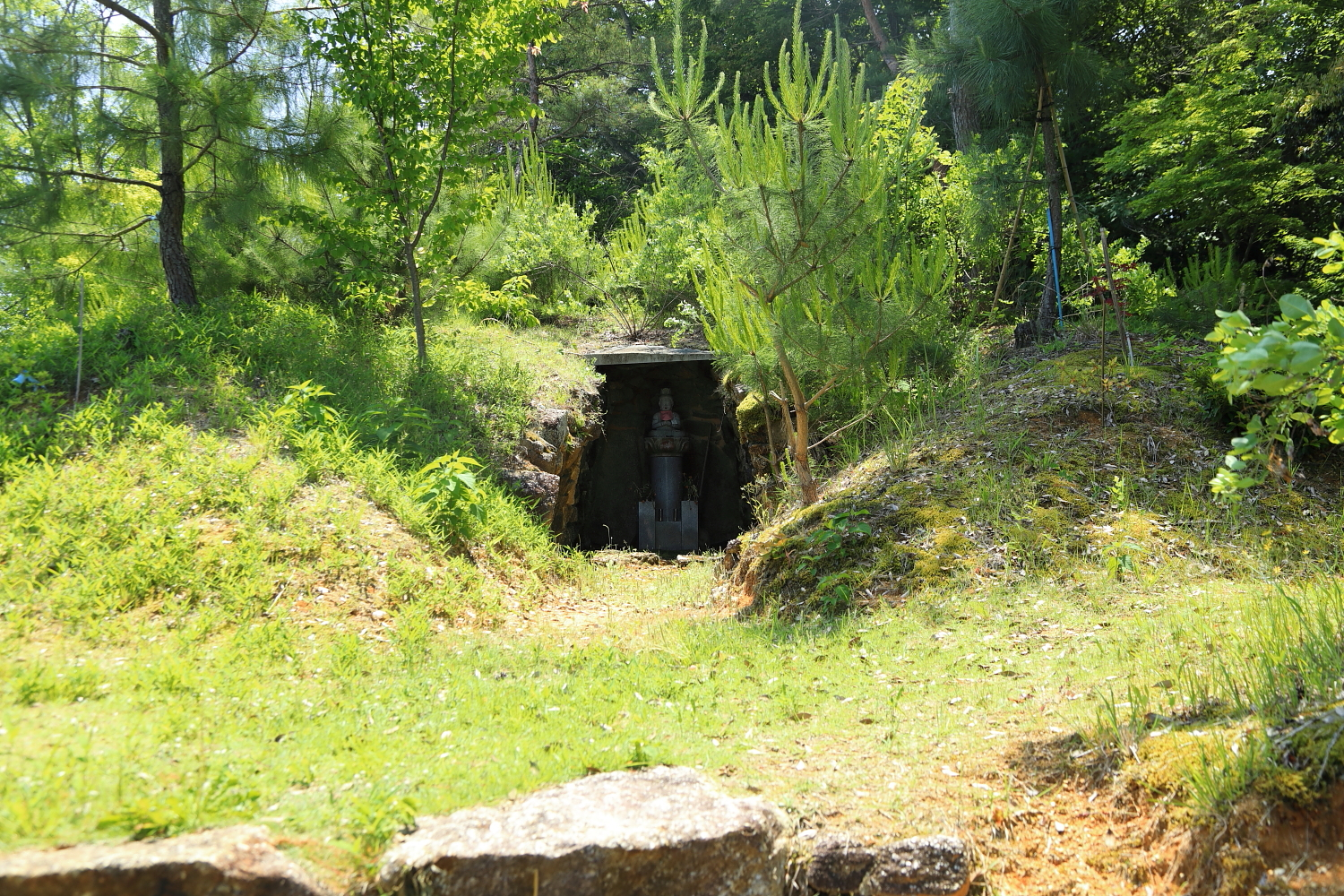
弘法山山頂に移築保存されている京ケ峰1号墳 （京ケ峰、2019年（令和元年）5月）
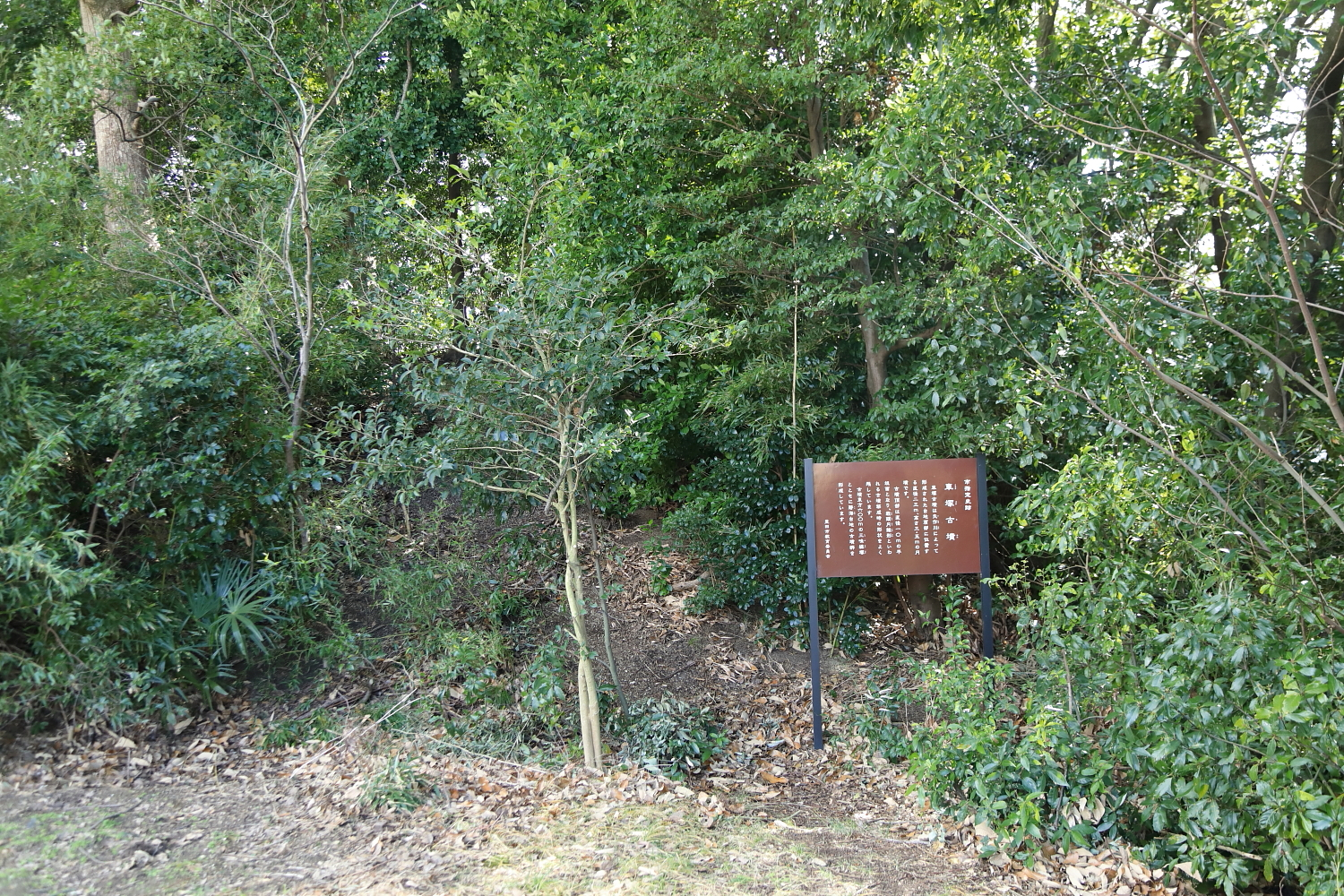
車塚古墳 （上郷町、2019年（平成31年）2月）
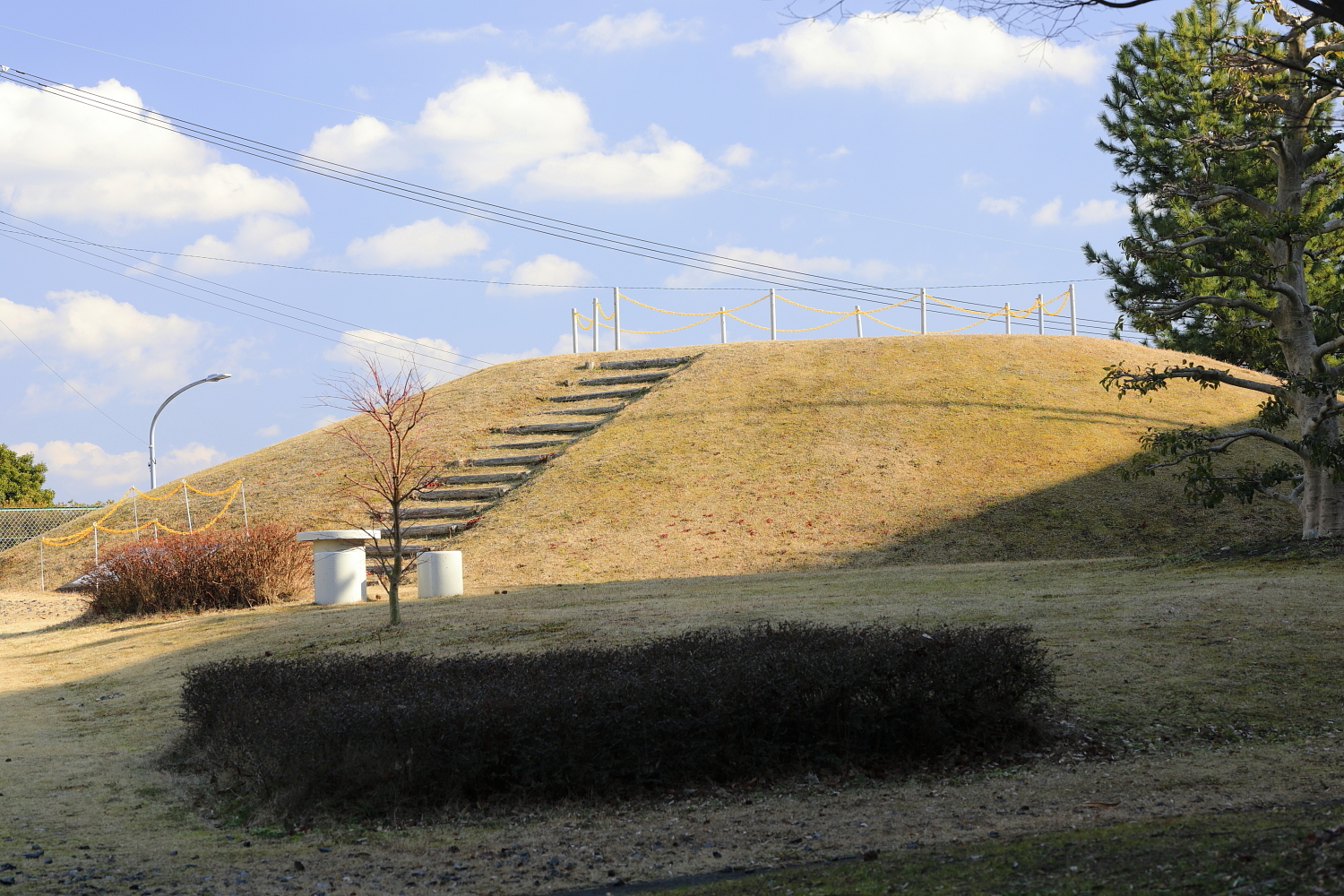
近隣地へ復元保存された三味線塚古墳 （鴛鴨町、2019年（平成31年）2月）
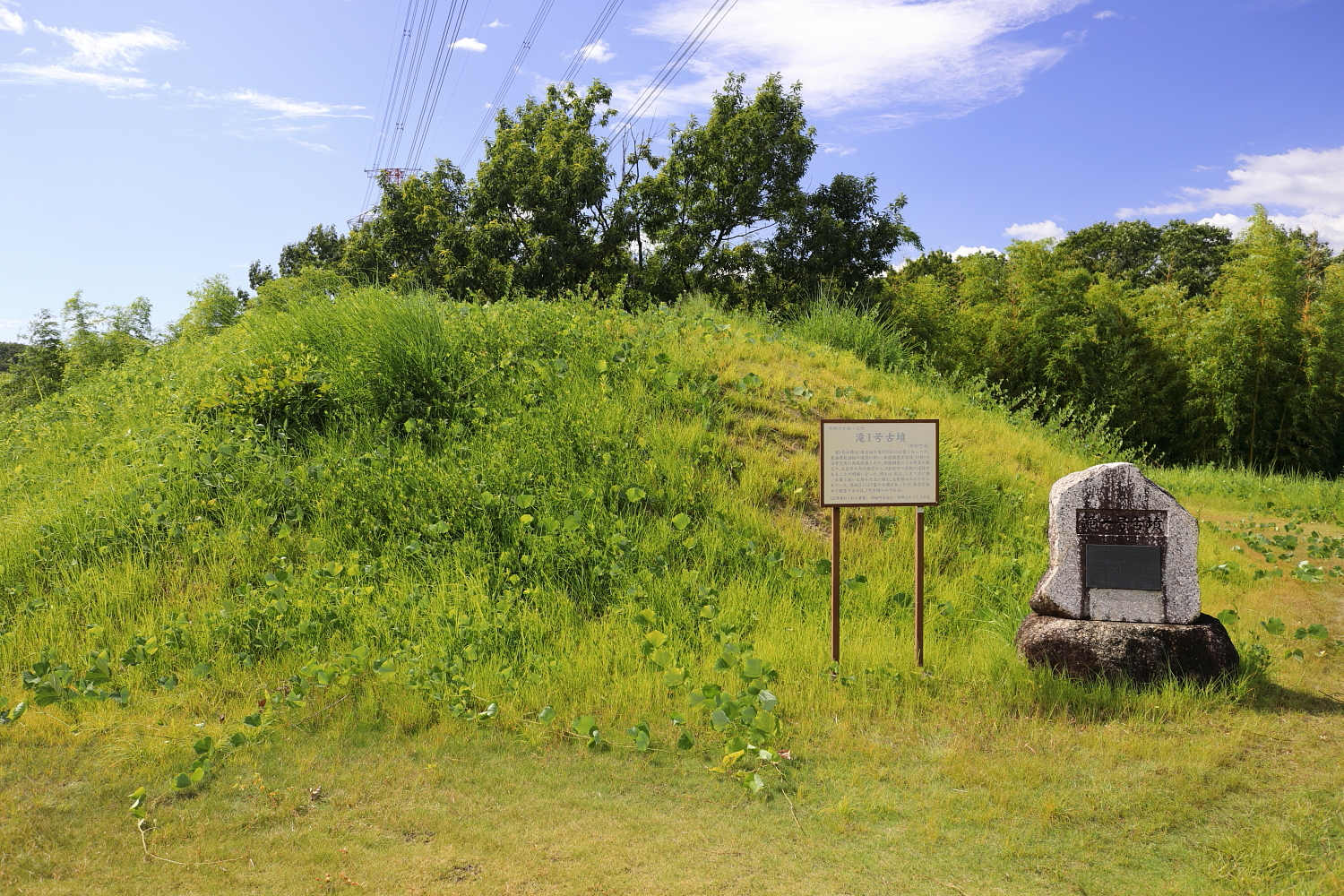
近隣地へ移設保存された滝1号墳 （御船町、2019年（令和元年）8月）
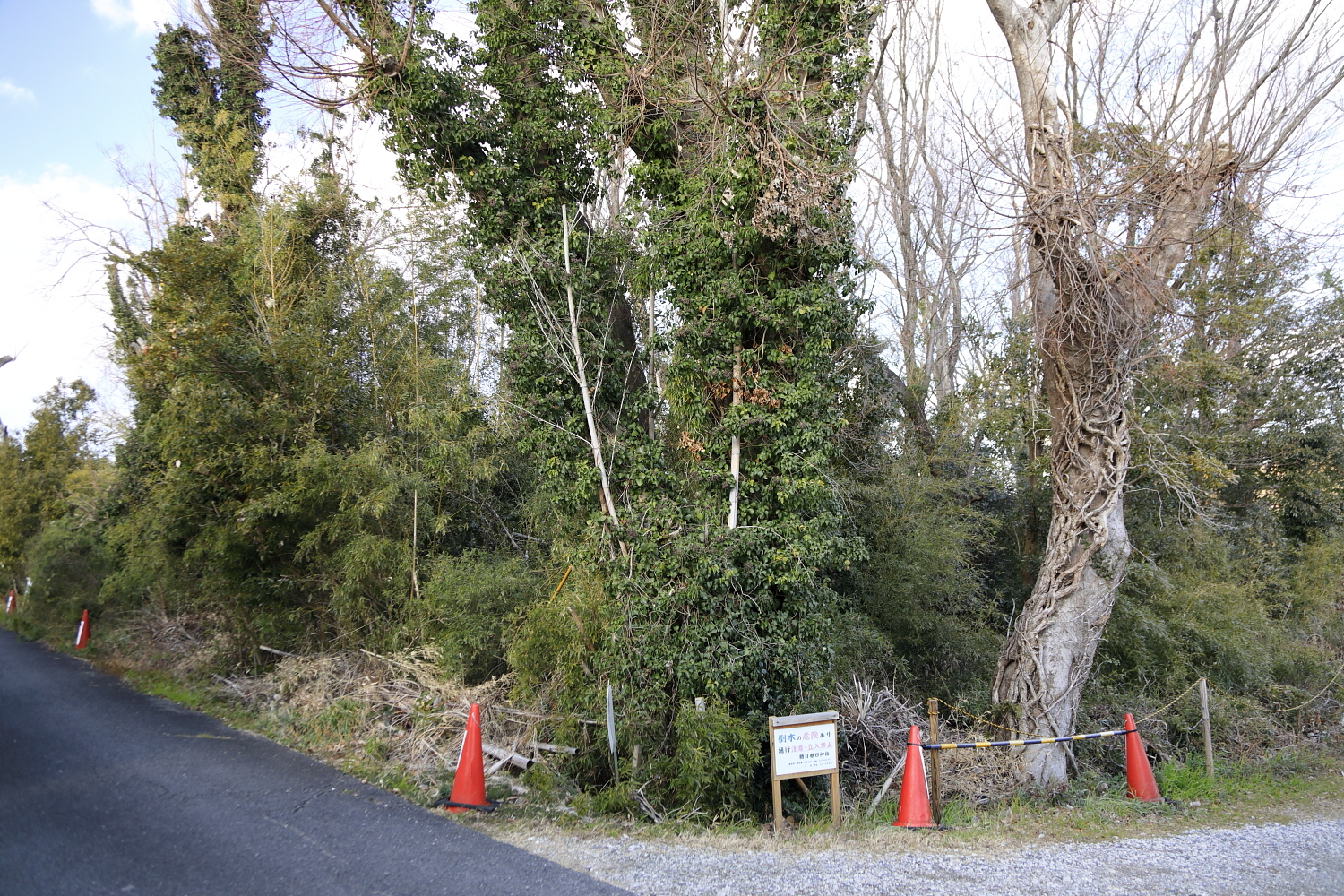
鳥狩塚古墳 （渡刈町、2019年（平成31年）2月）
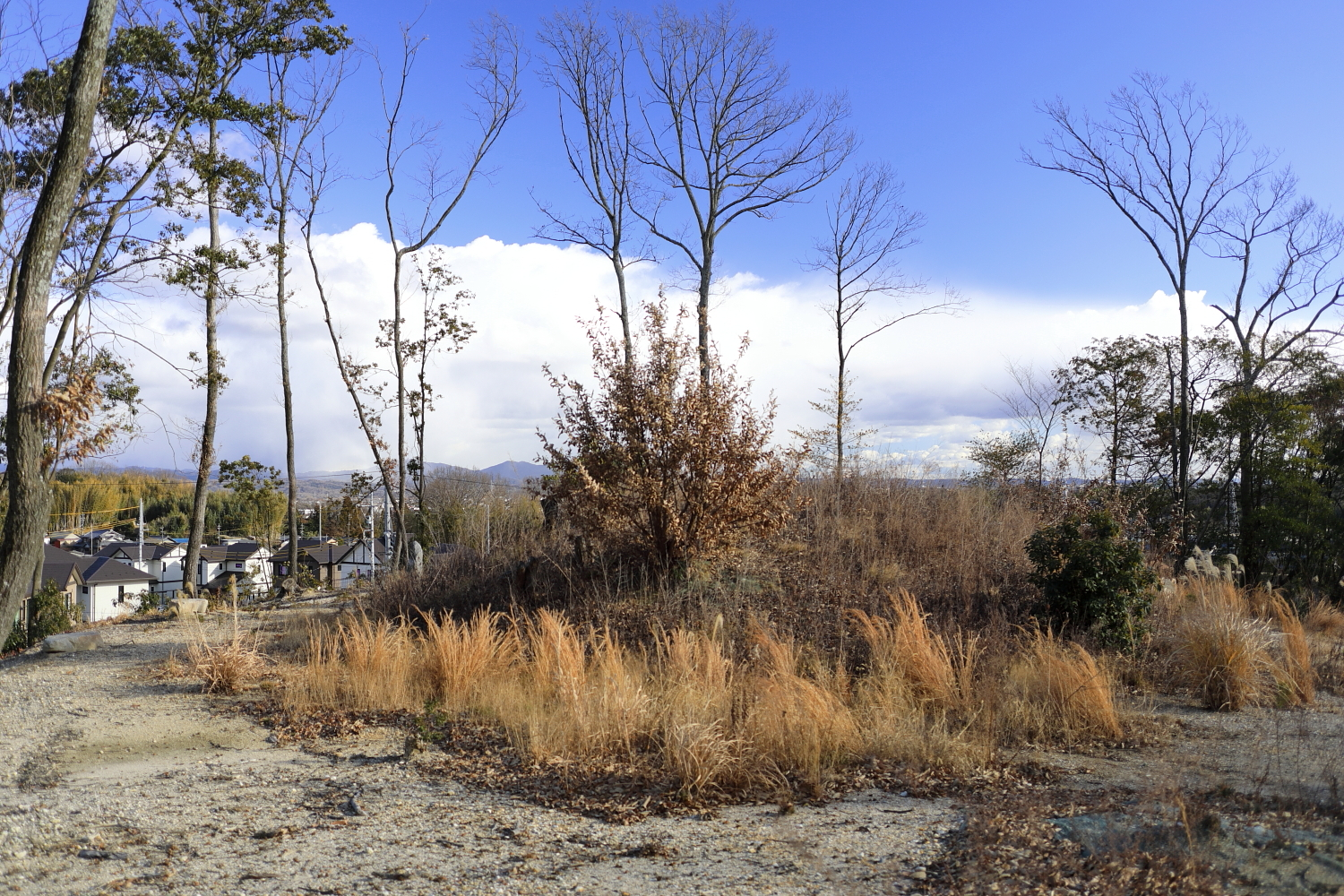
根川1号墳 （東保見町、2019年（平成31年）1月）
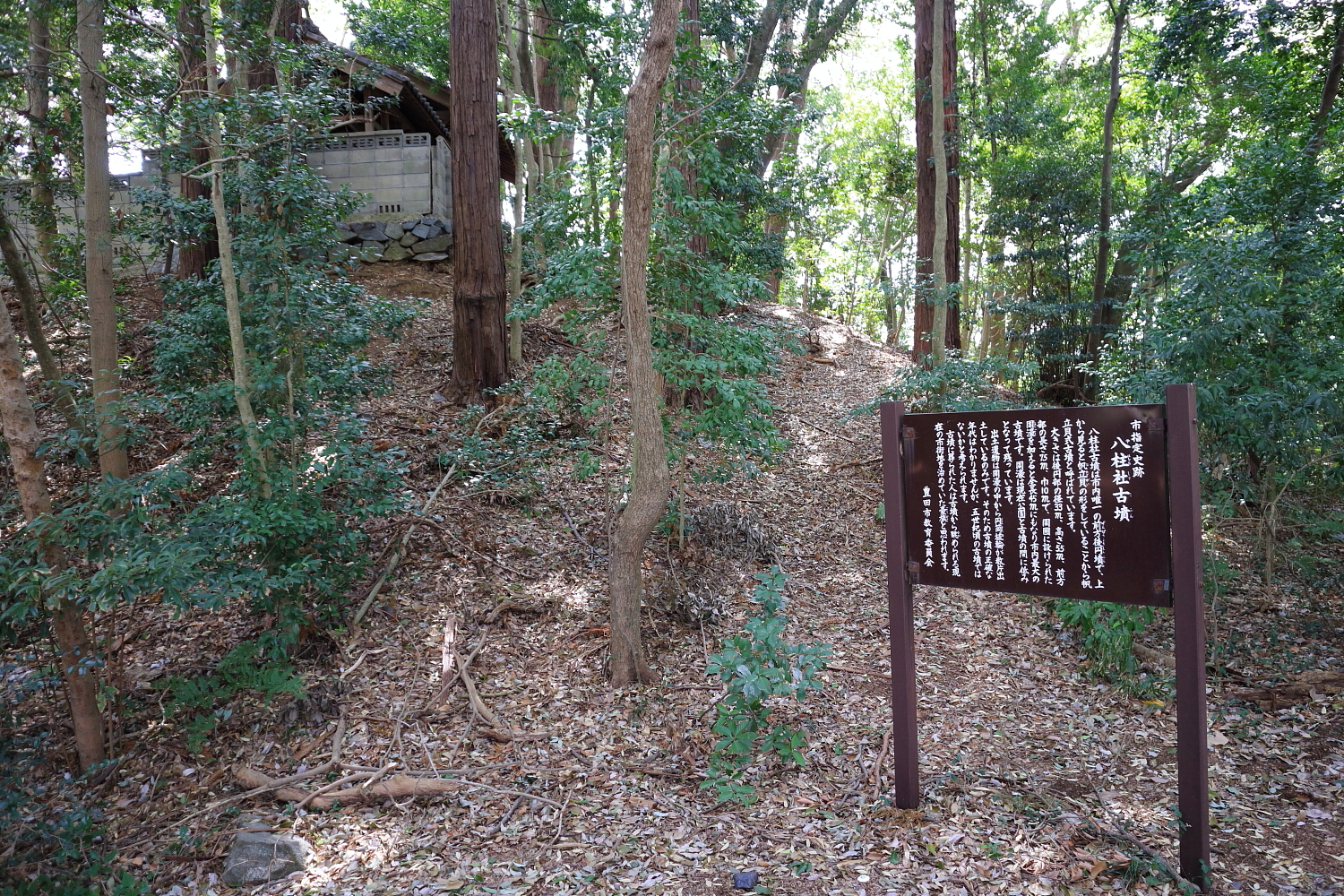
八柱社古墳 （森町、2019年（平成31年）3月）
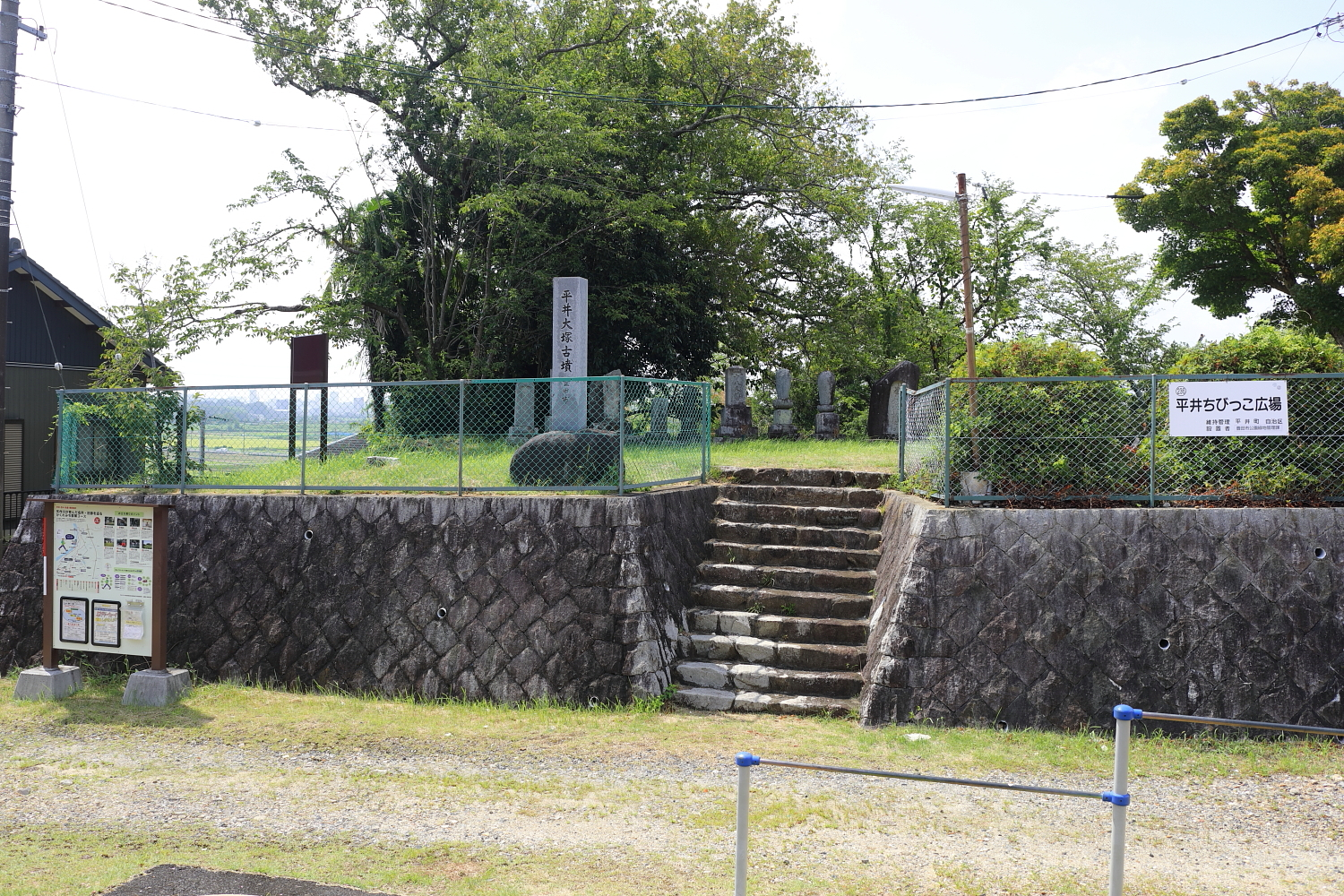
平井大塚古墳墳頂部 （平井町、2019年（令和元年）8月）
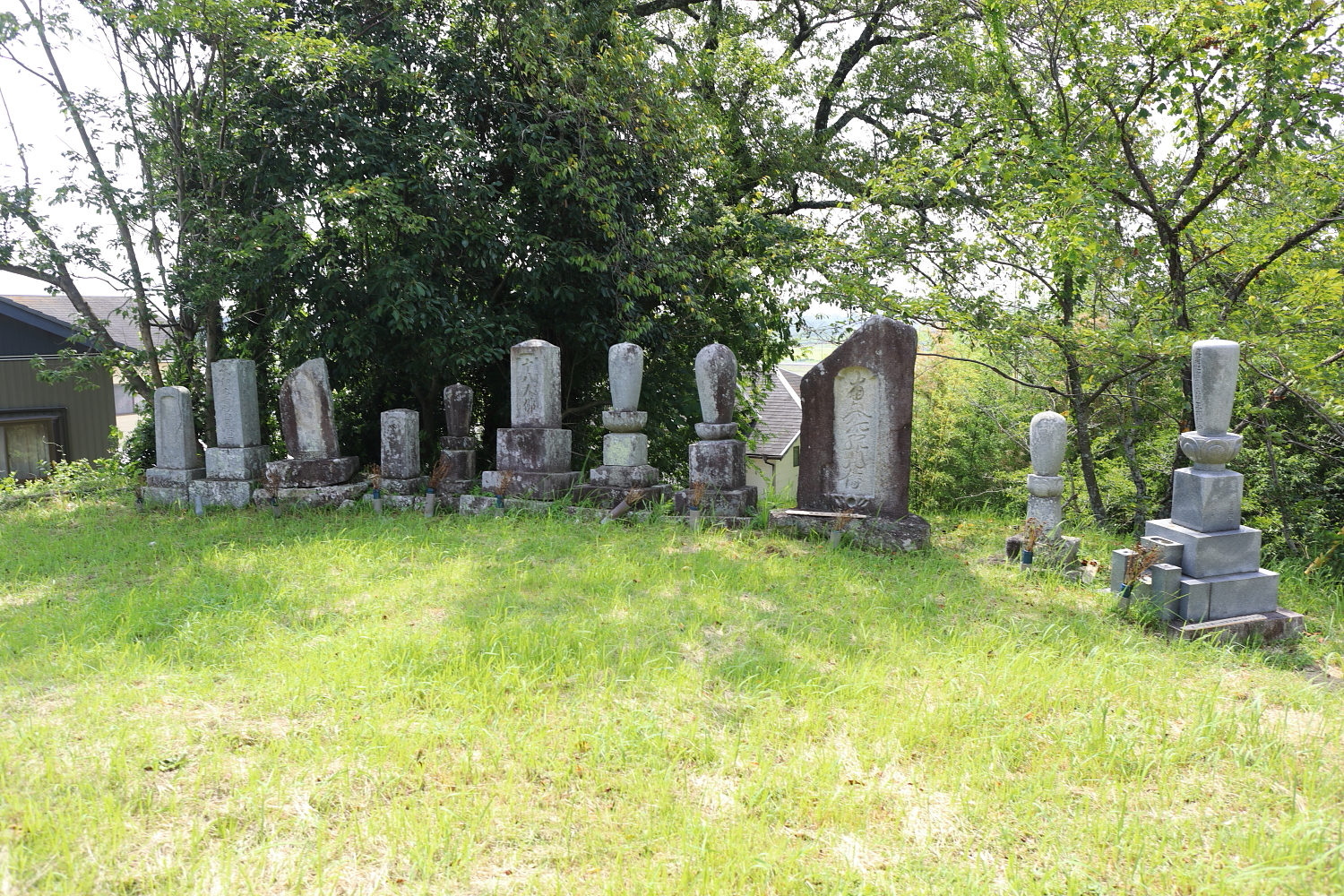
平井大塚古墳墳頂部 （平井町、2019年（令和元年）8月）
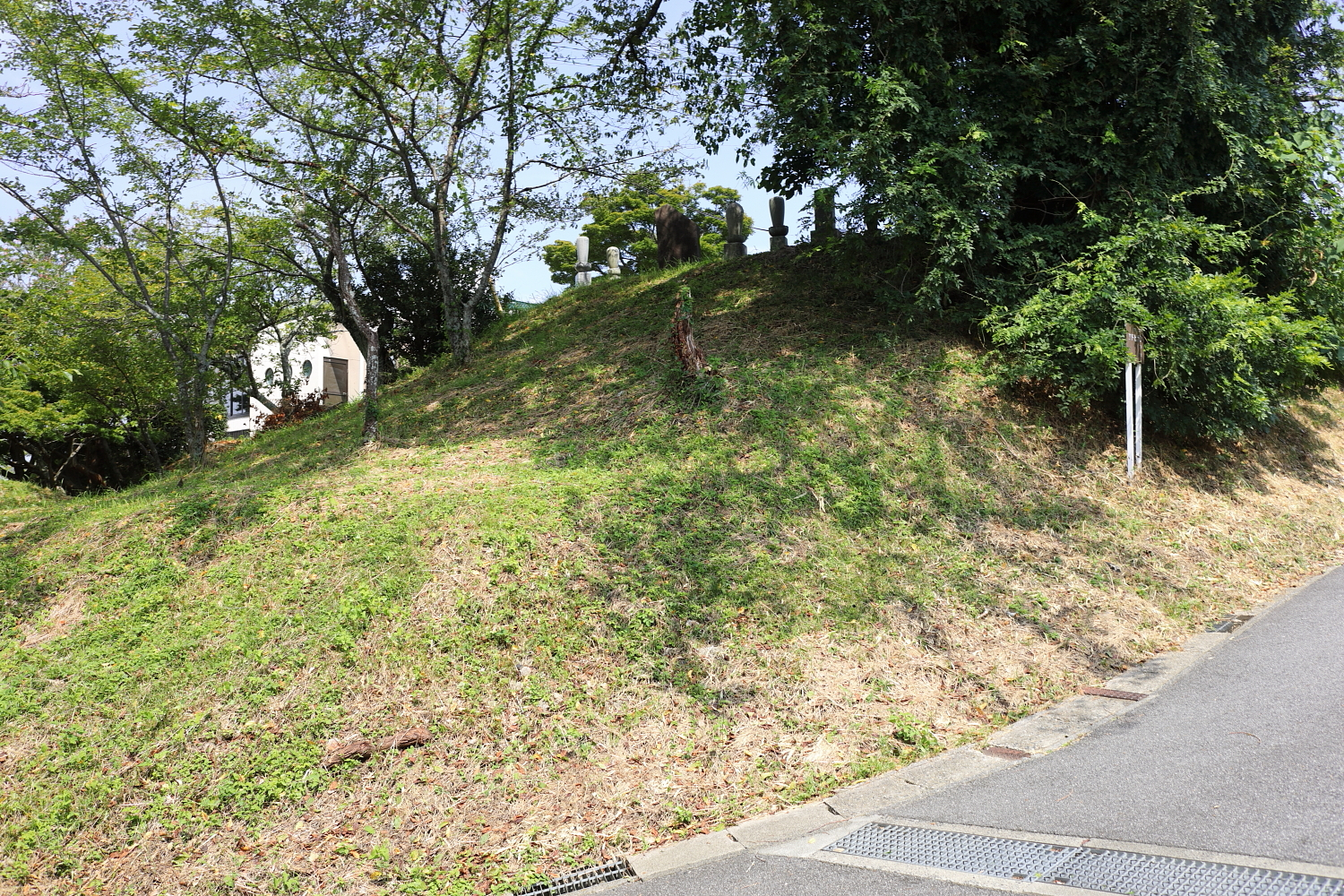
平井大塚古墳南側面 （平井町、2019年（令和元年）8月）
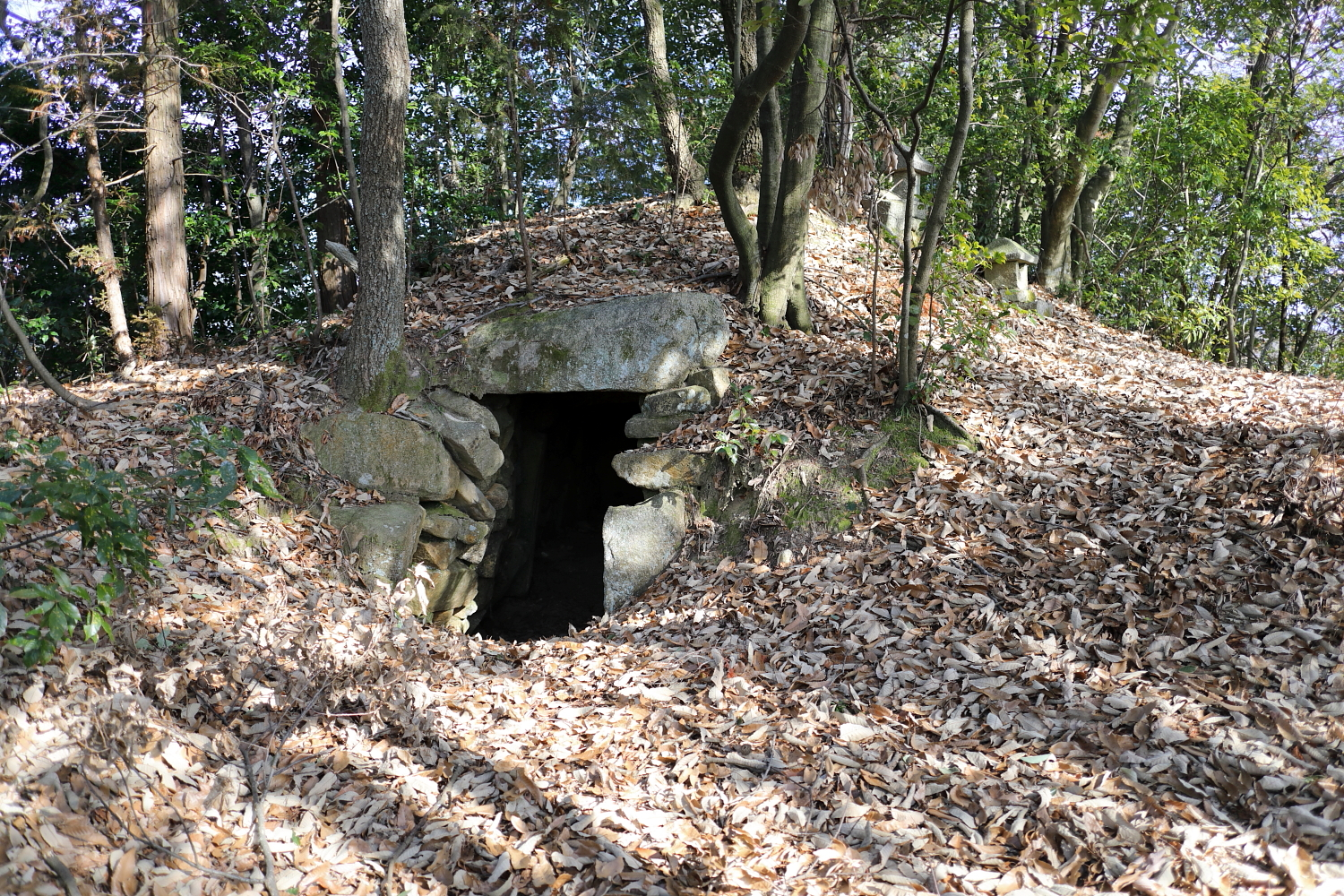
藤山1号墳外観 （加納町、2019年（平成31年）1月）
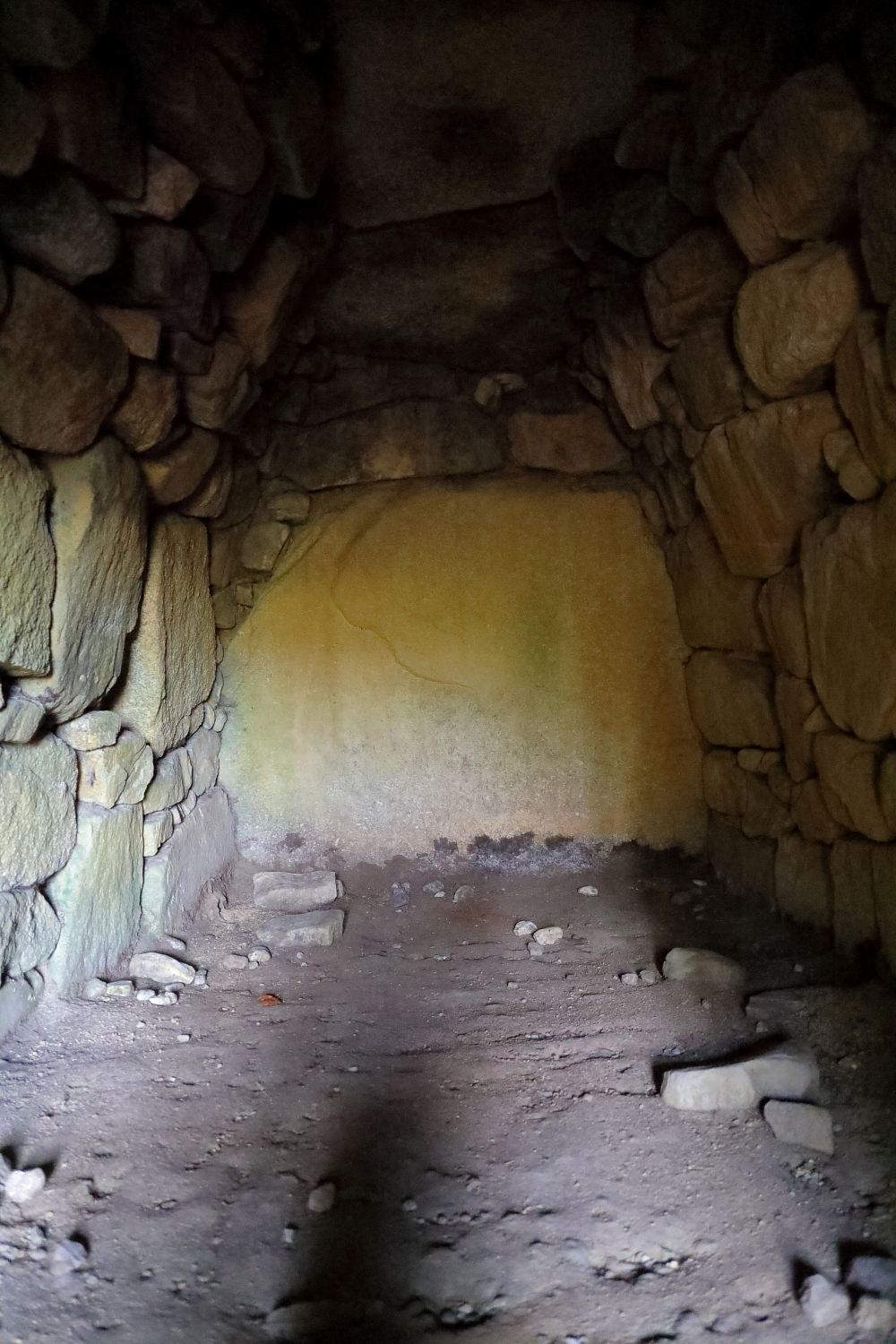
藤山1号墳玄室内 （加納町、2019年（平成31年）1月）
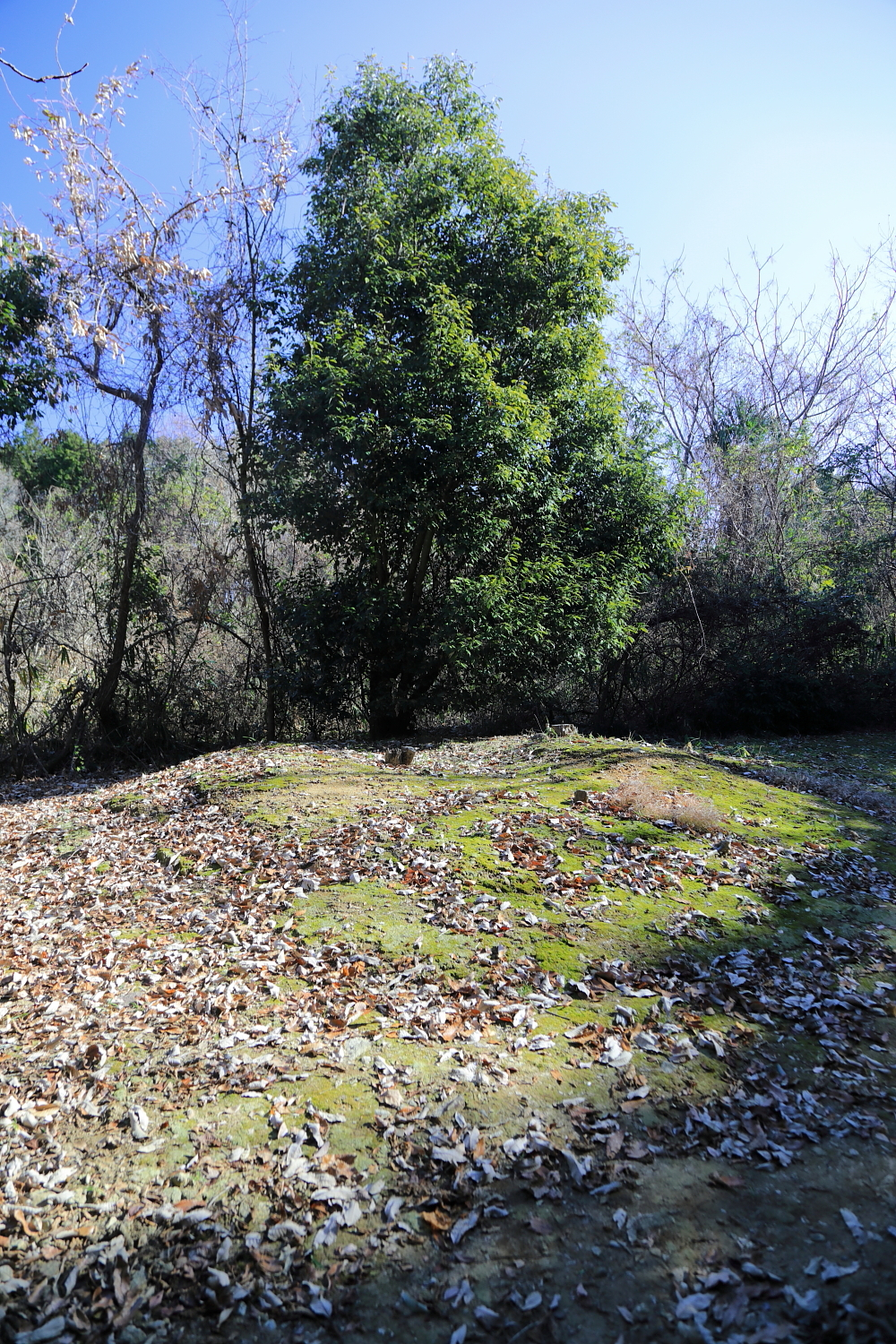
馬場瀬3号墳 （平戸橋町、2019年（平成31年）1月）
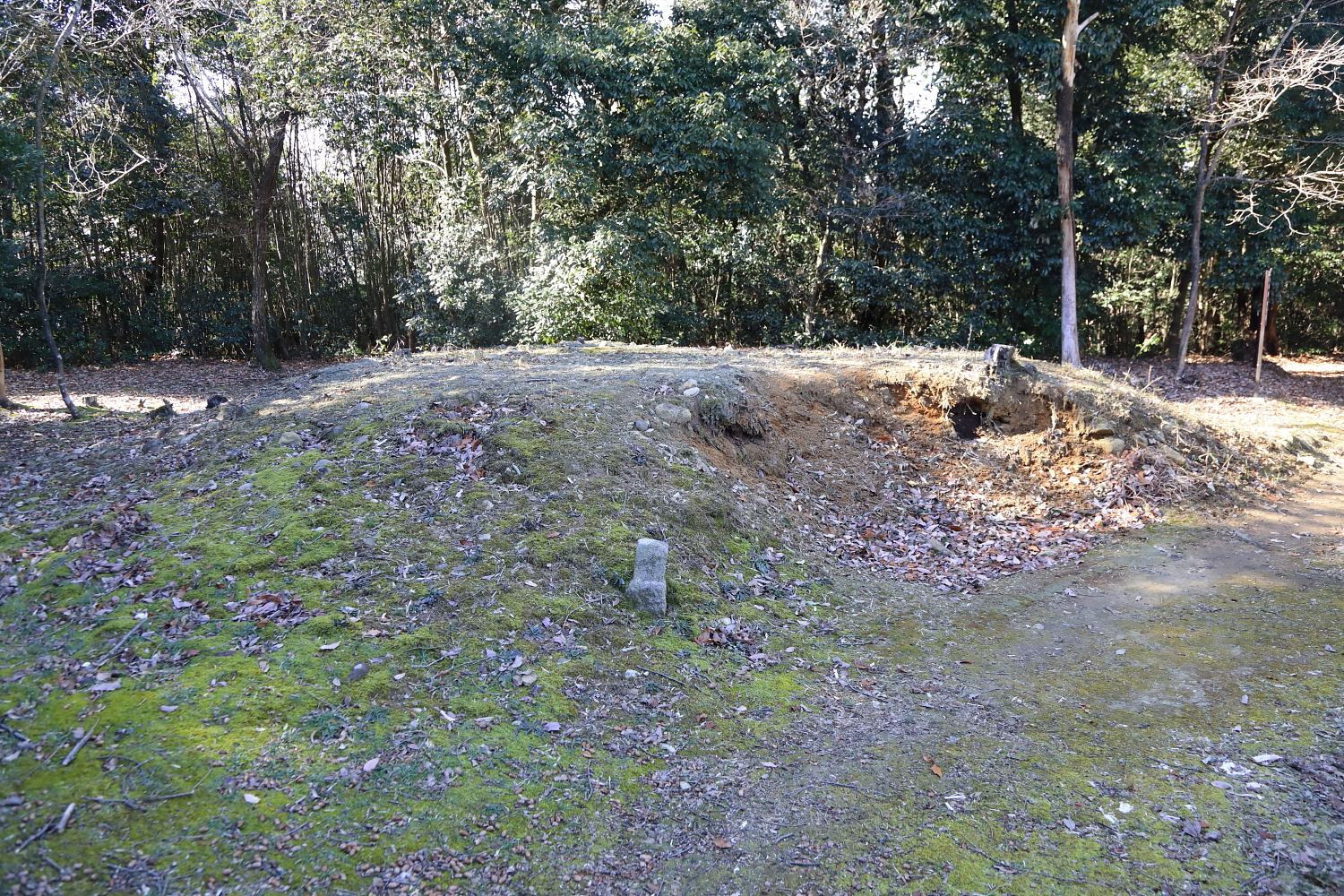
馬場瀬4号墳 （平戸橋町、2019年（平成31年）1月）
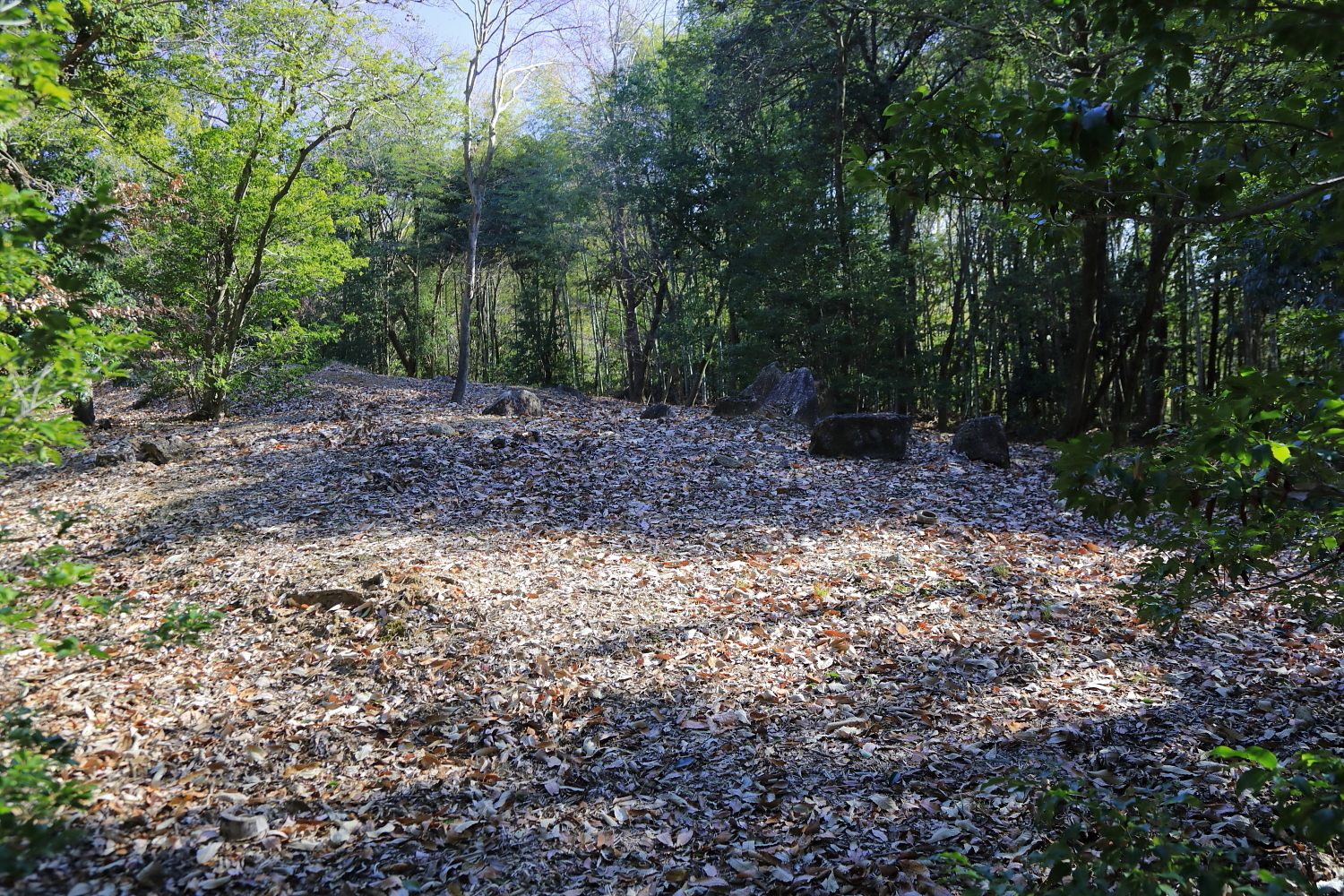
馬場瀬5号墳 （勘八町、2019年（平成31年）1月）
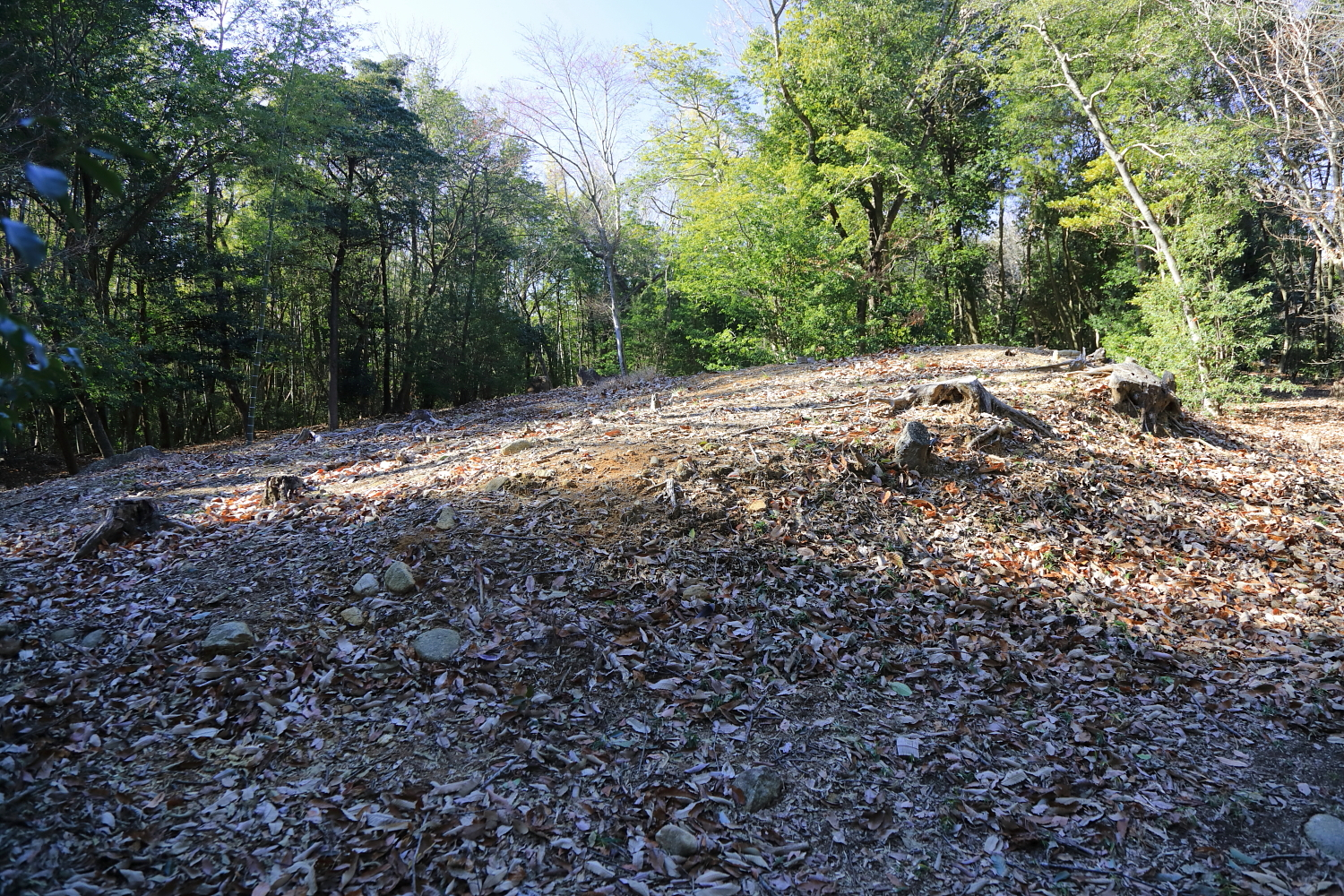
馬場瀬6号墳 （勘八町、2019年（平成31年）1月）
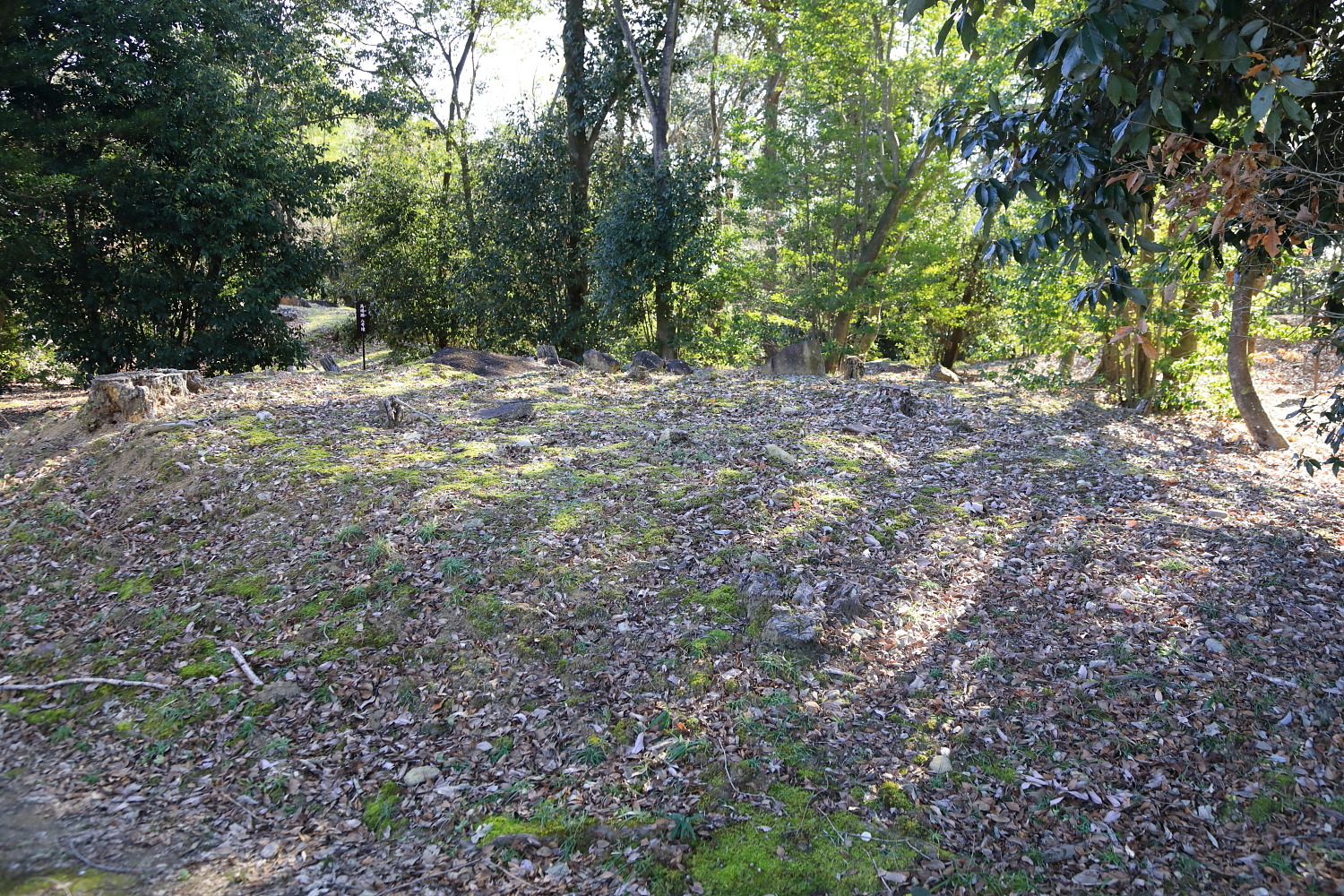
馬場瀬7号墳 （勘八町、2019年（平成31年）1月）
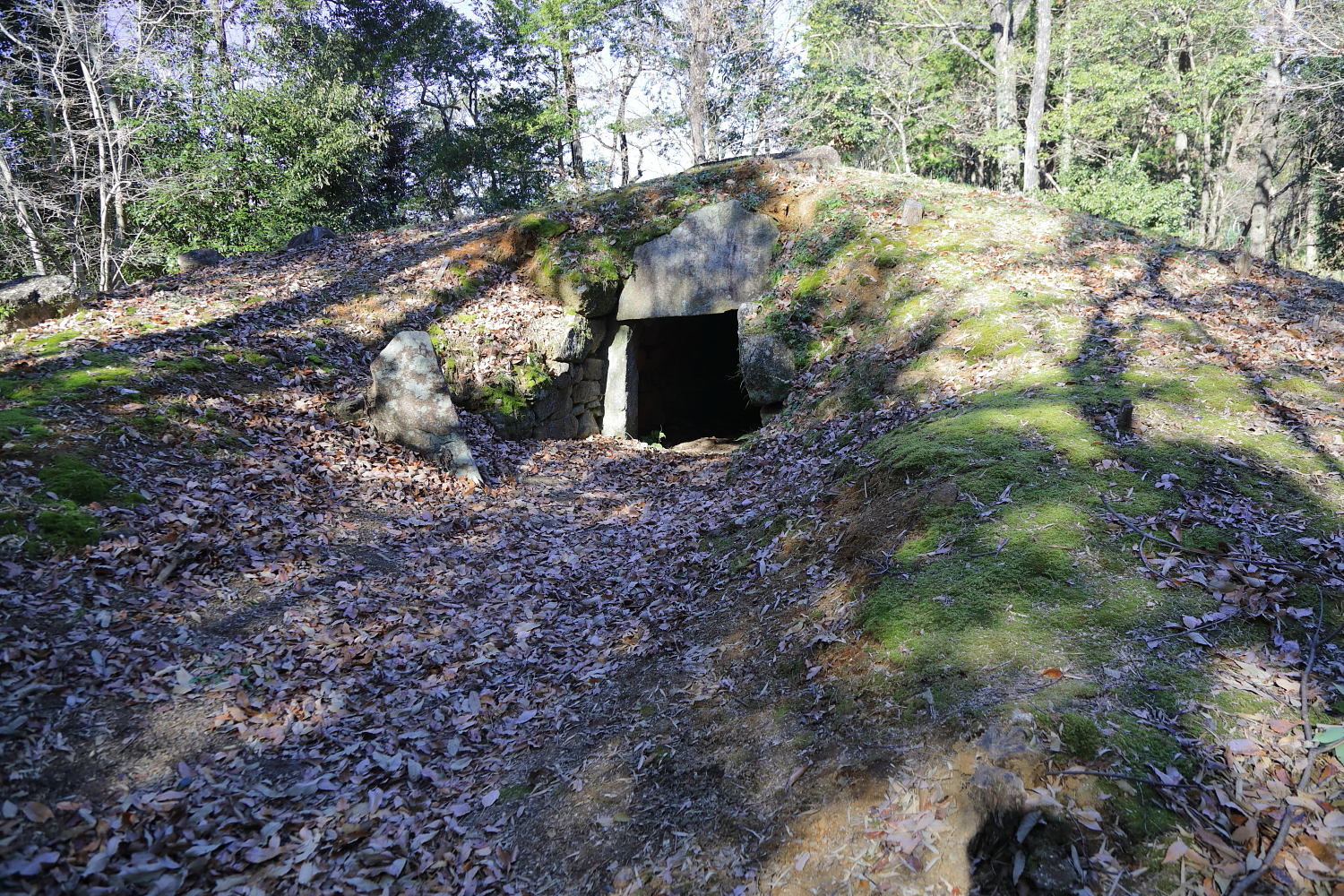
馬場瀬8号墳外観 （勘八町、2019年（平成31年）1月）
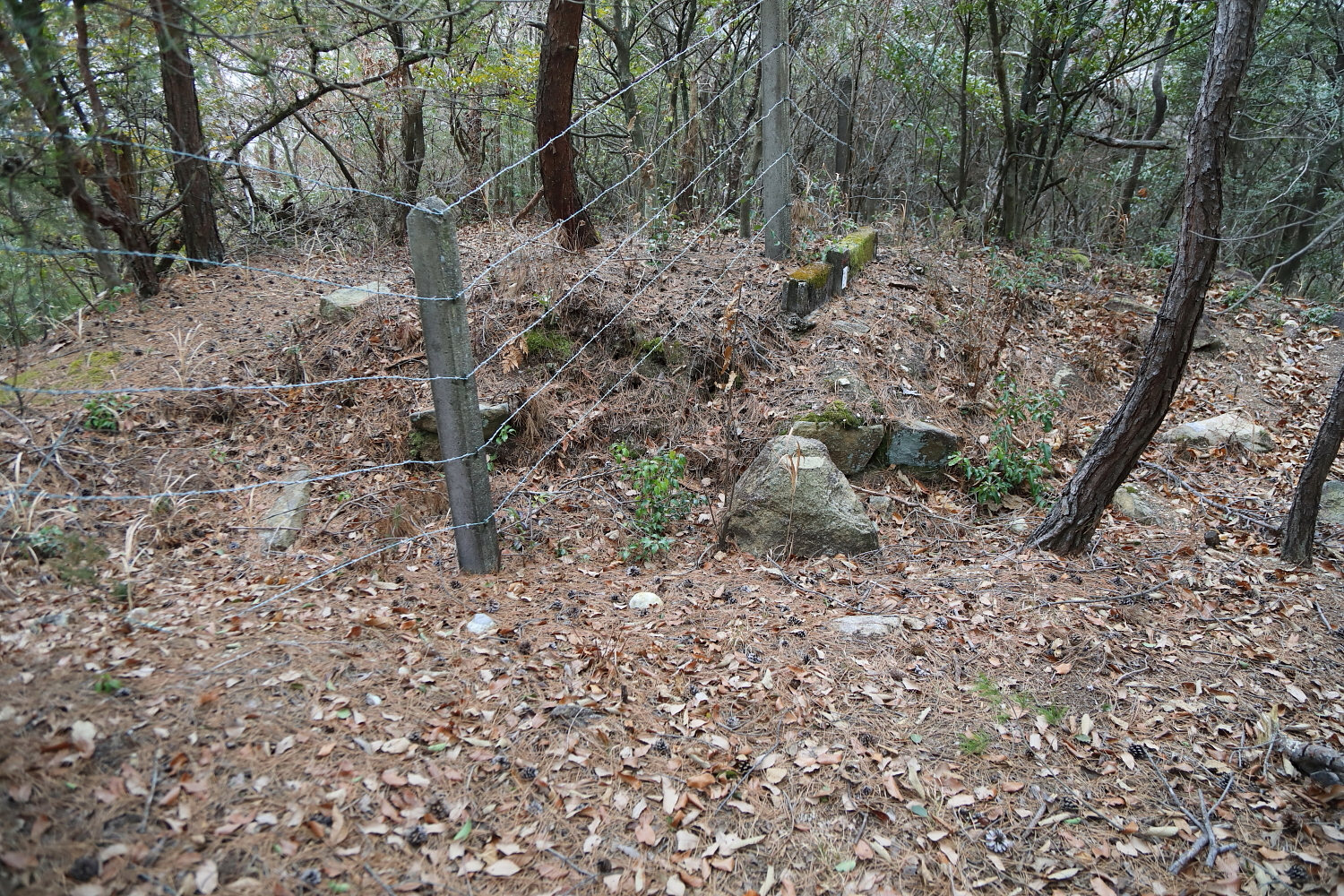
来姓8号墳 （瀬戸市・豊田市境上、2019年（平成31年）2月）
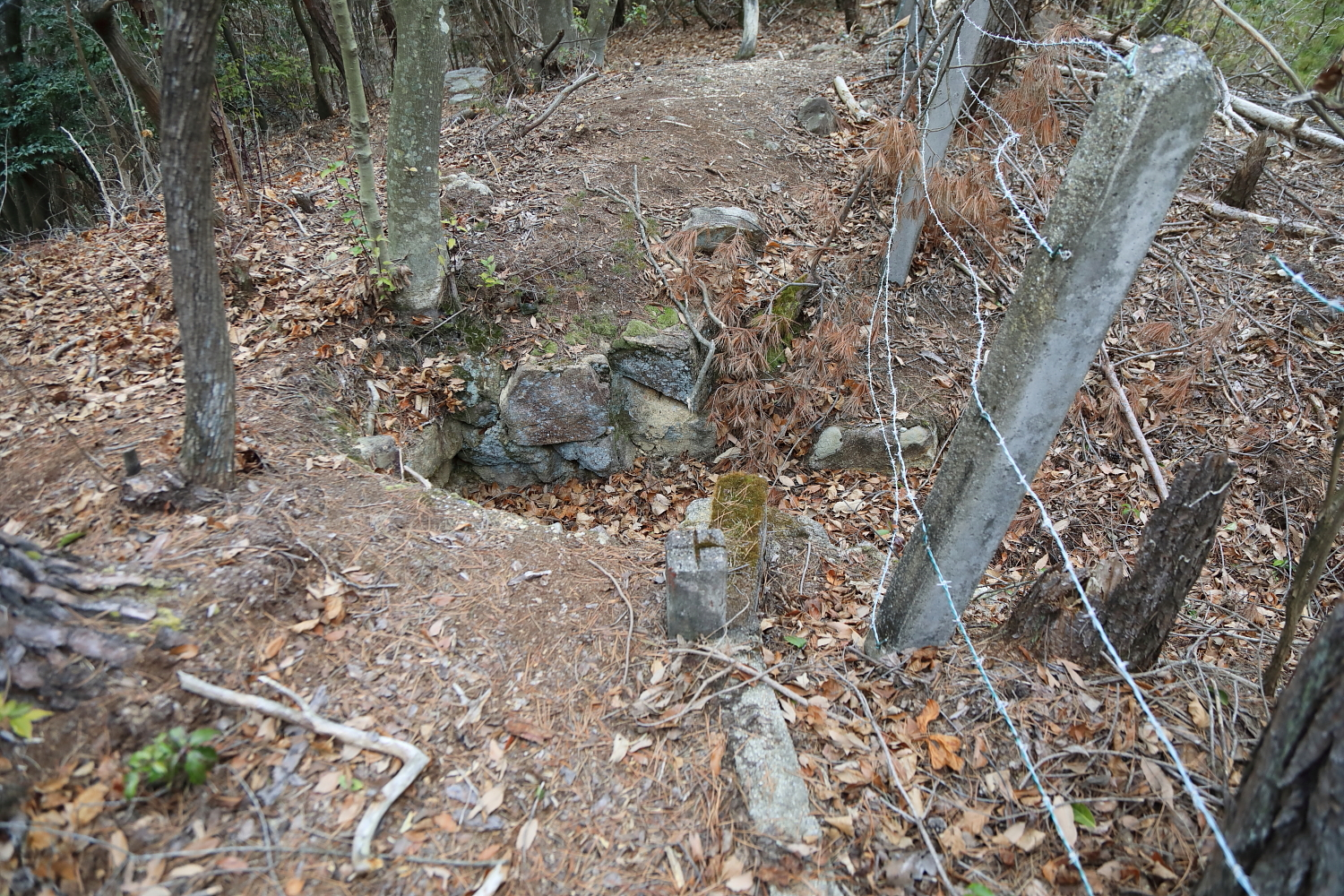
来姓9号墳 （瀬戸市・豊田市境上、2019年（平成31年）2月）
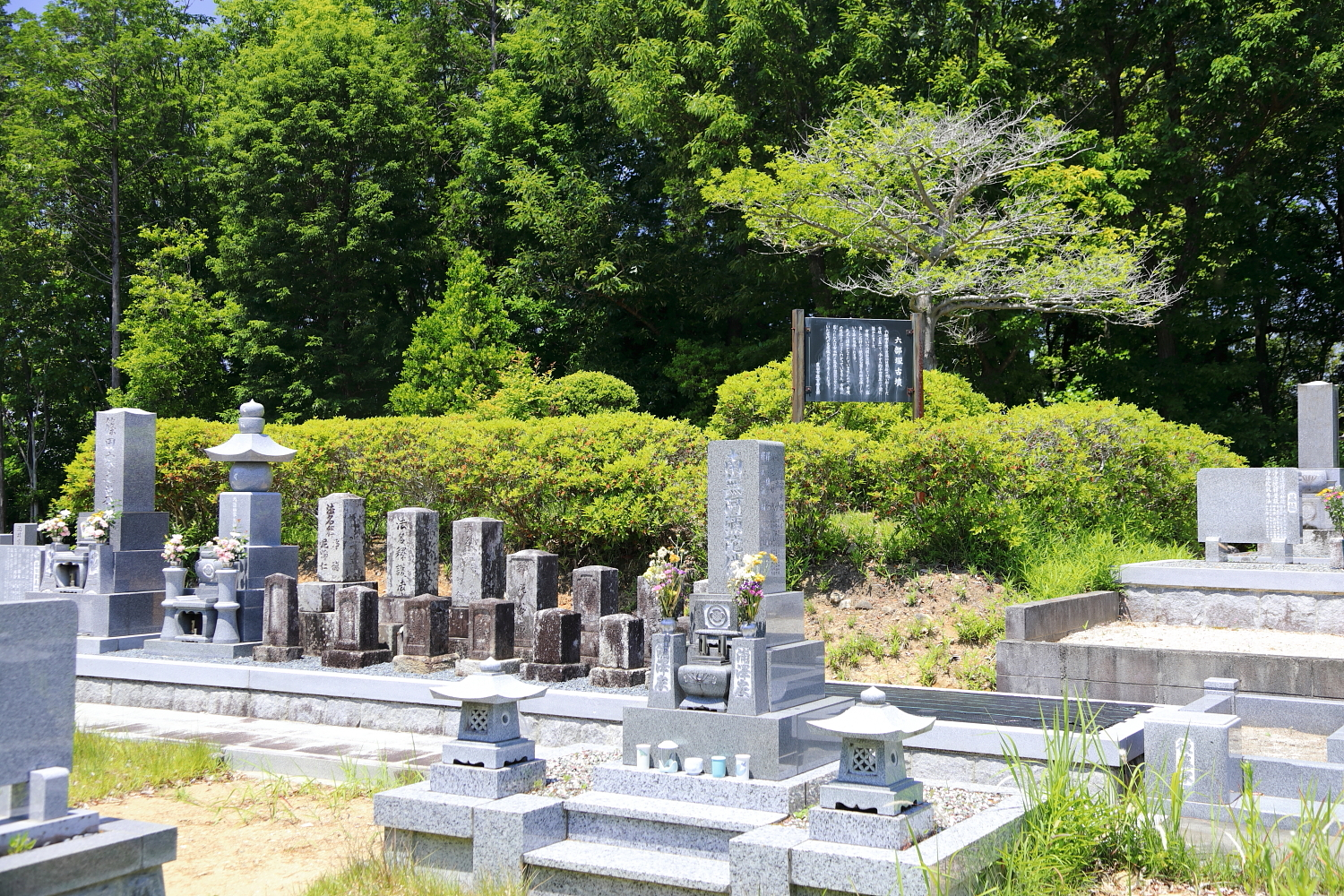
六部塚古墳 （市木町、2019年（令和元年）5月）

## その他墓

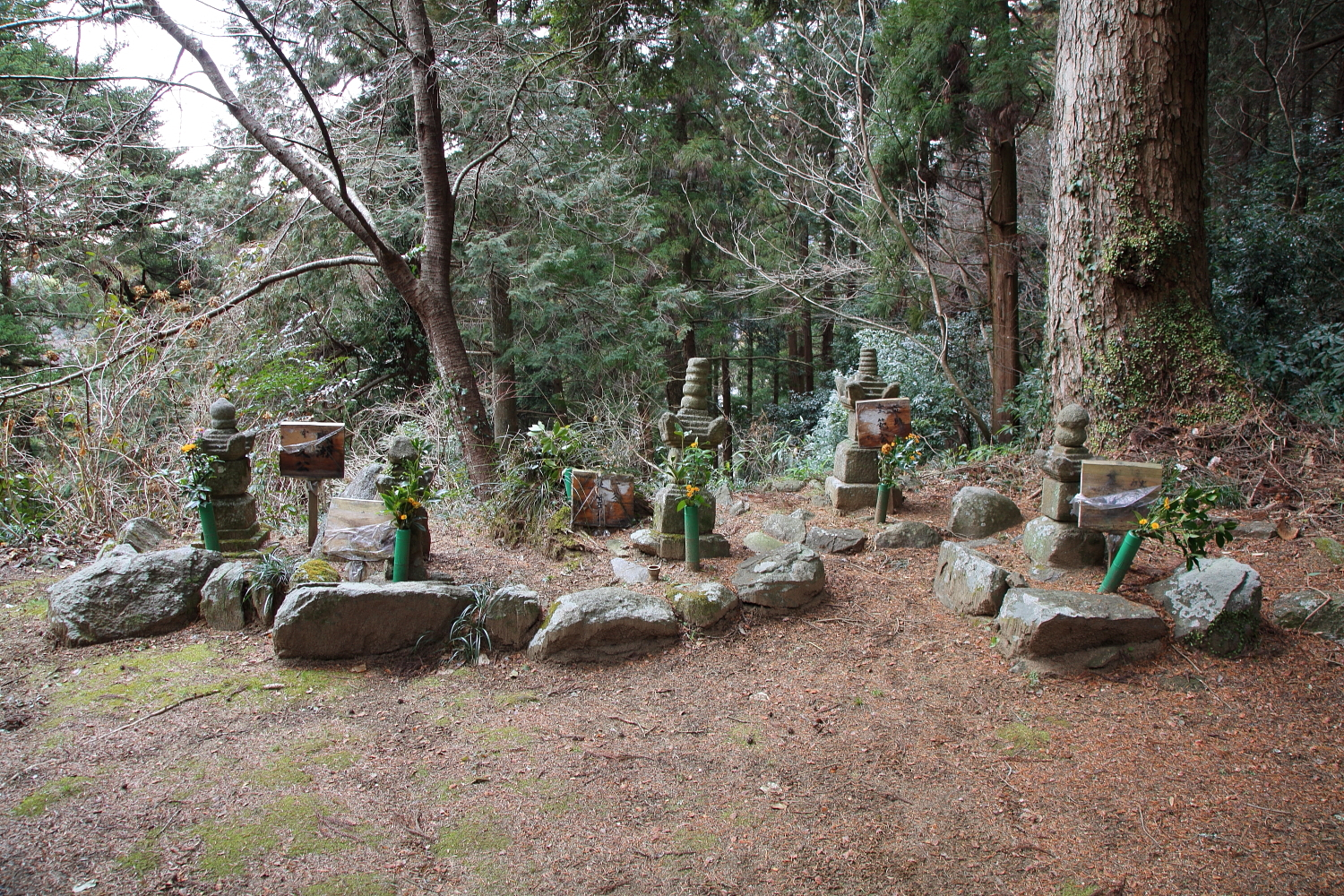
装束塚 （足助町、2012年（平成24年）2月）
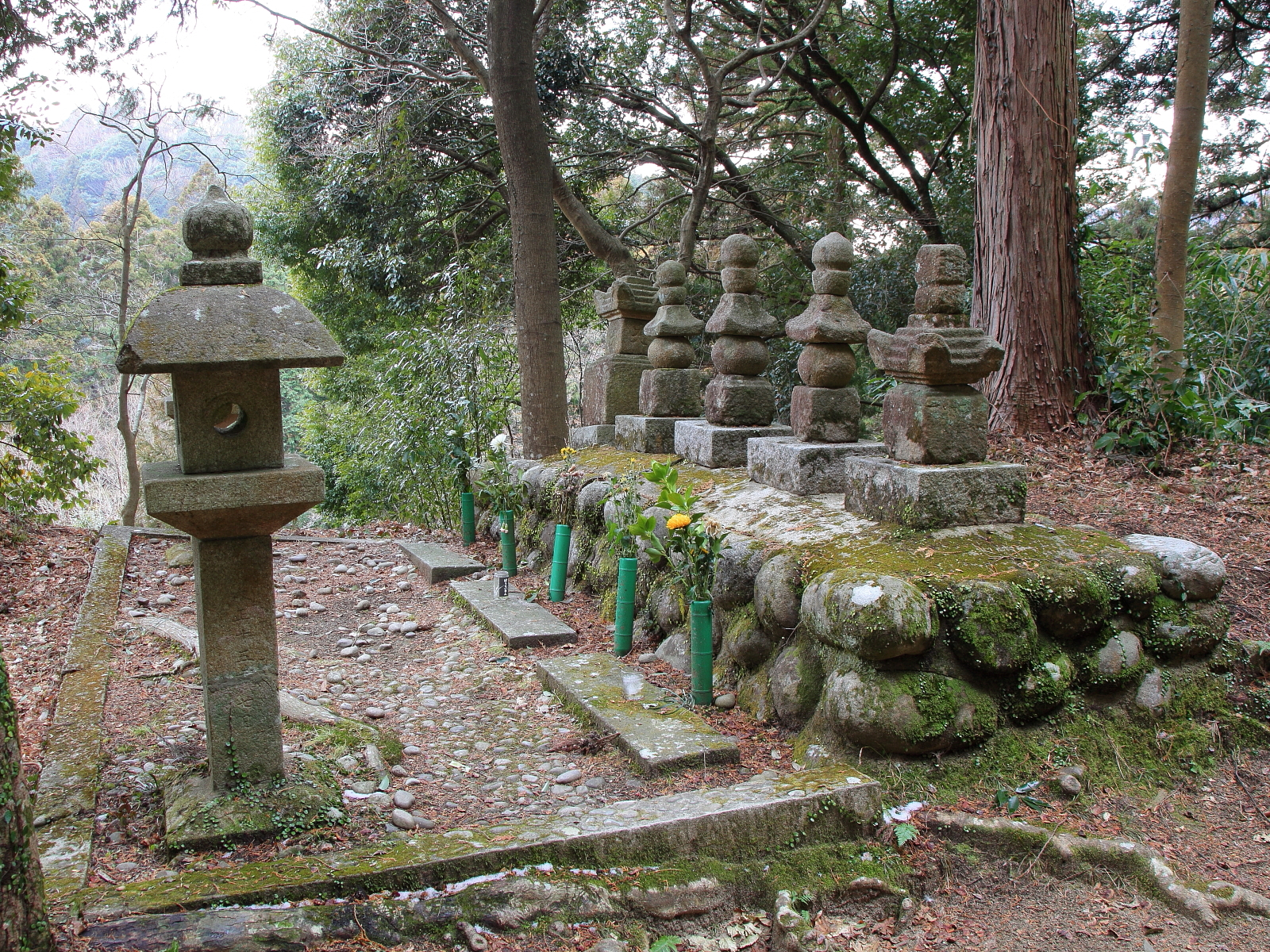
鈴木五代の墓 （足助町、2012年（平成24年）2月）

- 青木古墓 - 榊野町。中世。
- 後田古墓 - 猿投町。中世。
- 在原氏墓所 - 松平町。中世。
- 池鳥古墓 - 御蔵町。中世。
- 上古墓 - 沢ノ堂町。中世。
- 応声寺古墓 - 久木町。中世。
- 大碓命陵 - 猿投町。時期不詳。
- 大向古墓 - 東萩平町。中世。
- 大屋敷古墓 - 東萩平町。中世。
- 小原古墓 - 近岡町。中世。
- お日塚 - 西市野々町。中世。
- 御フジ塚 - 田茂平町。中世。
- 神田古墓 - 杉本町。中世。
- 京ケ峰A遺跡 - 市木町。弥生時代。
- 京ケ峰B遺跡 - 市木町。弥生時代。
- 玄野古墓 - 琴平町。中世。
- 高月院 - 松平町。中世。
- 古猿投遺跡 - 弥生時代。
- 駒山古墓 - 牛地町。中世。
- 五倫古墓 - 小町。中世。
- 五輪松古墓 - 椿立町。中世。
- 坂古墓 - 加塩町。中世。
- 坂口古墓 - 大沼町。中世。
- 笹ケ田古墓 - 四ツ松町。中世。
- 三玄寺古墓 - 東萩平町。中世。
- 下河内古墓 - 大内町。中世。
- 守綱寺渡辺家墓所 - 寺部町。近世。
- 装束塚 - 足助町。中世。
- 心月院跡古墓 - 則定町。近世。
- 随応院渡辺家墓所 - 寺部町。近世。
- 末長古墓 - 御蔵町。中世。
- 菅ノ入古墓 - 冷田町。中世。
- 鈴木五代の墓 - 足助町。中世。
- 清泰地古墓 - 桑原町。中世。
- 代官屋敷古墓 - 大沼町。中世。
- 大光院古墓 - 御蔵町。中世。
- 月ノ入古墓 - 足助町。中世。
- 寺ケ洞古墓 - 杉本町。中世。
- 徳合院古墓 - 東保見町。中世。
- 飛腰（とびこし）古墓 - 浅谷町。中世。
- トヤカ子古墓 - 平折町。中世。
- 中条氏古墓 - 猿投町。中世。
- 仲田古墓 - 岩神町。中世。
- 中屋古墓 - 坪崎町。中世。
- 中屋下古墓 - 御蔵町。中世。
- 成瀬古墓 - 足助町。中世。
- ナワテ古墓 - 五反田町。中世。
- 二井寺古墓 - 押井町。時期不詳。
- 西貝戸古墓 - 東大見町。中世。
- 野見山古墓 - 宮前町。中世。
- 墓ノ入古墓 - 小田町。中世。
- 東枝下古墓 - 石野町。中世。
- 広畑古墓 - 下佐切町。中世。
- 藤ノ木古墓 - 近岡町。中世。
- 札辻古墓 - 東大見町。中世。
- 船戸第1古墓 - 小渡町。中世。
- 船戸第2古墓 - 小渡町。中世。
- 平治洞古墓 - 足助町。中世。
- 平頭ケ入古墓 - 万町町。中世。
- 松下古墓（上脇町） - 中世。
- 松下古墓（押井町） - 中世。
- 松山古墓 - 霧山町。中世。
- 御堂古墓 - 月原町。中世。
- 南下古墓 - 杉本町。中世。
- 宮ノ前古墓（平沢町） - 中世。
- 宮ノ前古墓（押井町） - 中世。
- 向沢尻古墓 - 大坪町。中世。
- 向洞古墓 - 有洞町。中世。
- 向山古墓 - 本徳町。中世。
- ヤタタギ古墓 - 岩谷町。中世。
- 山本第1古墓 - 有間町。中世。
- 用ケ下古墓 - 葛沢町。中世。
- 吉田古墓 - 近岡町。中世。
- 林松院古墓 - 国閑町。中世。

- 装束塚
（足助町、2012年（平成24年）2月）
- 鈴木五代の墓
（足助町、2012年（平成24年）2月）

## 貝塚
- 駒場貝塚 - 駒場町。縄文時代。

## 城館跡
- 秋葉砦 - 川手町。中世。
- 浅谷（あさがい）城 - 山谷町。中世。
- 浅谷（あざかい）城跡（丸山城） - 浅谷町。中世。
- 安代城 - 富岡町。中世。
- 飯盛城（飯盛山城・飯森山城・足助城） - 足助町。中世。
- 一色城 - 一色町。時期不詳。
- 市木城 - 市木町。中世。
- 市場城（大草城） - 市場町。中世。
- 市場古城 - 市場町。中世。
- 井ノ口城 - 井ノ口町。時期不詳。
- 伊保城（御山前城） - 保見町。中世・近世。
- 伊保古城跡 - 貝津町。平安時代。
- 伊保西古城（伊保城） - 保見町。中世。
- 伊保東古城（伊保城） - 保見町。中世。
- 岩倉城（城ノ浦城） - 岩倉町。中世。
- 岩倉城（城の峠城） - 岩倉町。中世。
- 岩根森城 - 伊熊町。時期不詳。
- 上野上村城（上野城） - 上郷町。中世。
- 上野下村城（会下城） - 上郷町。中世。
- 臼木ケ峰（うすぎがみね）城 - 岩神町。時期不詳。
- 上八木芦ノ入城（芦ノ入城） - 上八木町。時期不詳。
- 上八木坂城（坂城） - 上八木町。時期不詳。
- 上八木千ノ田城（千ノ田城） - 上八木町。時期不詳
- 永太郎城 - 永太郎町。時期不詳。
- 大垣内城 - 杉本町。時期不詳。
- 大河原城 - 大河原町。時期不詳。
- 大蔵城 - 大蔵町。時期不詳。
- 大桑城 - 大桑町。中世。
- 大島陣屋跡 - 東大島町。近世。
- 大島陣屋B - 東大島町。近世。
- 太田城（神田城） - 太田町。中世。
- 大平姫城（女城） - 大平町。中世。
- 大平本城（男城） - 大平町。中世。
- 大坪城 - 大坪町。中世。
- 大坪古城 - 大坪町。時期不詳。
- 大沼城 - 大沼町。中世。
- 大洞城 - 大洞町。中世。
- 大洞城 - 東渡合町・実栗町。時期不詳。
- 乙ケ林城 - 乙ケ林町。中世。
- 大給城 - 大内町。中世。
- 鴛鴨城跡 - 鴛鴨町。中世。
- 押手城（押井城） - 押井町。時期不詳。
- 押山城 - 押山町。中世。
- お須原城跡（萩平城） - 東萩平町。中世。
- 小渡城 - 小渡町。中世。
- 伯母沢城 - 伯母沢町。時期不詳。
- 折平城 - 折平町。中世。
- 加塩城 - 加塩町・惣田町・伊熊町。時期不詳。
- 上切城 - 上切町・一色町。時期不詳。
- 上郷城 - 大野瀬町。中世。
- 川折城 - 浅谷町。時期不詳。
- 川口城 - 下川口町。中世。
- 川手（かわて）城 - 川手町。中世。
- 川手古城 - 川手町。中世。
- 黍生城 - 井ノ口町。平安時代。
- 霧山白山城 - 霧山町。時期不詳。
- 九久平城 - 九久平町。中世。
- 九沢砦 - 御所貝津町。中世。
- 国江城 - 畝部西町。中世。
- 榑俣城 - 榑俣町。中世。
- 今朝平村古屋敷 - 足助町。時期不詳。
- 古神明館 - 杉本町。時期不詳。
- 古瀬間城 - 志賀町。中世。
- 小畑城（烏城） - 小畑町。時期不詳。
- 駒山城跡（牛地城） - 牛地町。中世。
- 挙母城跡（七州城） - 小坂本町・常盤町。近世～現代。
- 挙母城跡（桜城） - 元城町。近世。
- 衣城跡（金谷城） - 金谷町。中世。
- 篠平城 - 北篠平町。中世。
- 猿ケ城（日下部城） - 日下部町。時期不詳。
- 下切城（捕手林城） - 下切町。時期不詳。
- 下佐切城 - 下佐切町。時期不詳。
- 酒呑城 - 幸海町。中世。
- 酒呑陣屋跡 - 幸海町。近世。
- 白石城 - 杉本町。時期不詳。
- 城之腰城 - 下仁木町。時期不詳。
- 城山城 - 足助町。中世。
- 白山葉座場（しらやまはざば）城（葉座場城） - 足助白山町。時期不詳。
- 鈴木善阿弥屋敷 - 矢並町。中世。
- 大観音城 - 足助町。時期不詳。
- 代官屋敷城 - 大沼町。中世。
- 代官屋敷 - 大沼町。時期不詳。
- 高蔵城 - 旭八幡町。時期不詳。
- 高正館跡 - 畝部西町。時期不詳。
- 鷹見城（上鷹見城・朝飯城） - 上高町。中世。
- 滝脇陣屋 - 滝脇町。近世。
- 田代城 - 小原田代町。中世。
- 田代城 - 下山田代町。中世。
- 田代城出曲輪 - 下山田代町。中世。
- 田津原城 - 田津原町。中世。
- 田振城 - 田振町。時期不詳。
- 茶臼山城 - 東萩平町。時期不詳
- 堤本地城 - 堤本町。中世。
- 寺部城（寺部陣屋） - 寺部町。中世・近世。
- 百々ケ沢（どどがさわ）館跡 - 伊保町。時期不詳。
- 時瀬城 - 時瀬町。時期不詳。
- 中垣内古屋敷 - 中垣内町。中世。
- 中金城跡 - 中金町。中世。
- 中国谷陣屋跡 - 国谷町。近世。
- 長田館 - 司町。平安時代。
- 中当城 - 中当町。中世。
- 夏焼城 - 夏焼町。中世。
- 成瀬城 - 足助町・近岡町。時期不詳。
- 二井寺城 - 押井町。時期不詳。
- 仁木城 - 上仁木町・下仁木町。中世。
- 西市野々居館跡 - 西市野々町。中世。
- 西樫尾城山城 - 西樫尾町。時期不詳。
- 野入城 - 野入町。中世。
- 能見城 - 榊野町。時期不詳。
- 則定城 - 則定町。時期不詳。
- 則定小畑城 - 則定町。時期不詳。
- 則定椎城（椎城） - 則定町。中世。
- 則定陣屋跡 - 則定町。近世。
- 迫砦跡 - 猿投町。中世。
- 橋向城 - 月原町。時期不詳。
- 花沢古屋敷 - 花沢町。中世。
- 羽布城 - 羽布町。中世。
- 林添館 - 林添町。中世。
- 久木城 - 久木町。時期不詳。
- 久木陣屋跡 - 久木町。近世。
- 久木殿屋敷 - 久木町。近世。
- 広沢城跡 - 猿投町。中世。
- 広瀬城跡（岩古城） - 西広瀬町。中世。
- 広瀬城跡（西広瀬城） - 西広瀬町。中世。
- 広瀬城跡（東広瀬城） - 東広瀬町。中世。
- 広見城跡 - 広幡町。中世。
- 梟ケ城 - 鍋田町。中世。
- 藤沢館 - 藤沢町。中世。
- 武節城（地伏城） - 武節町。中世。
- 武節古城 - 桑原町。中世。
- 不動堂館跡 - 上野町。中世。
- 鳳面館（ほうめんやかた）跡 - 千足町。時期不詳。
- 本地城 - 本地町。中世。
- 槙本城 - 槇本町。中世。
- 孫根城 - 大沼町。中世。
- 松平城山城 - 大内町。中世。
- 松平氏館跡 - 松平町。中世～現代。
- 松平氏発祥地 - 松平町。中世。
- 真弓城 - 御所貝津町。中世。
- 真弓山城（足助城・松山城） - 足助町。中世。
- 丸根城 - 野見町。中世。
- 万町城（トリデ屋敷） - 万町町。中世。
- 御蔵円山城（円山城・阿摺城） - 御蔵町。中世。
- 実栗石飛城 - 実栗町。時期不詳。
- 御作城 - 御作町。中世。
- 源重城（杉本城・神田屋敷） - 杉本町。時期不詳。
- 峯山砦跡 - 押山町。中世。
- 御船城跡 - 御船町。中世。
- 宮口城（薫五城・藤五城） - 宮上町。中世。
- 物見平 - 杉本町。時期不詳。
- 森城 - 御立町。中世。
- 岩神城 - 岩神町。時期不詳。
- 八草城跡 - 八草町。中世。
- 矢倉砦 - 押山町。中世。
- 八桑城（中桑城） - 新盛町。中世。
- 矢並城（上本城） - 矢並町。中世。
- 矢並城（下本城） - 矢並町。中世。
- 山ケ谷鶏足城（鶏足城） - 山谷町・室口町。時期不詳。
- 若林城跡 - 若林西町。中世。
- 和合古屋敷1遺跡 - 和合町。時期不詳。
- 和合古屋敷2遺跡 - 和合町。時期不詳。
- 月原城山城 - 月原町。時期不詳。

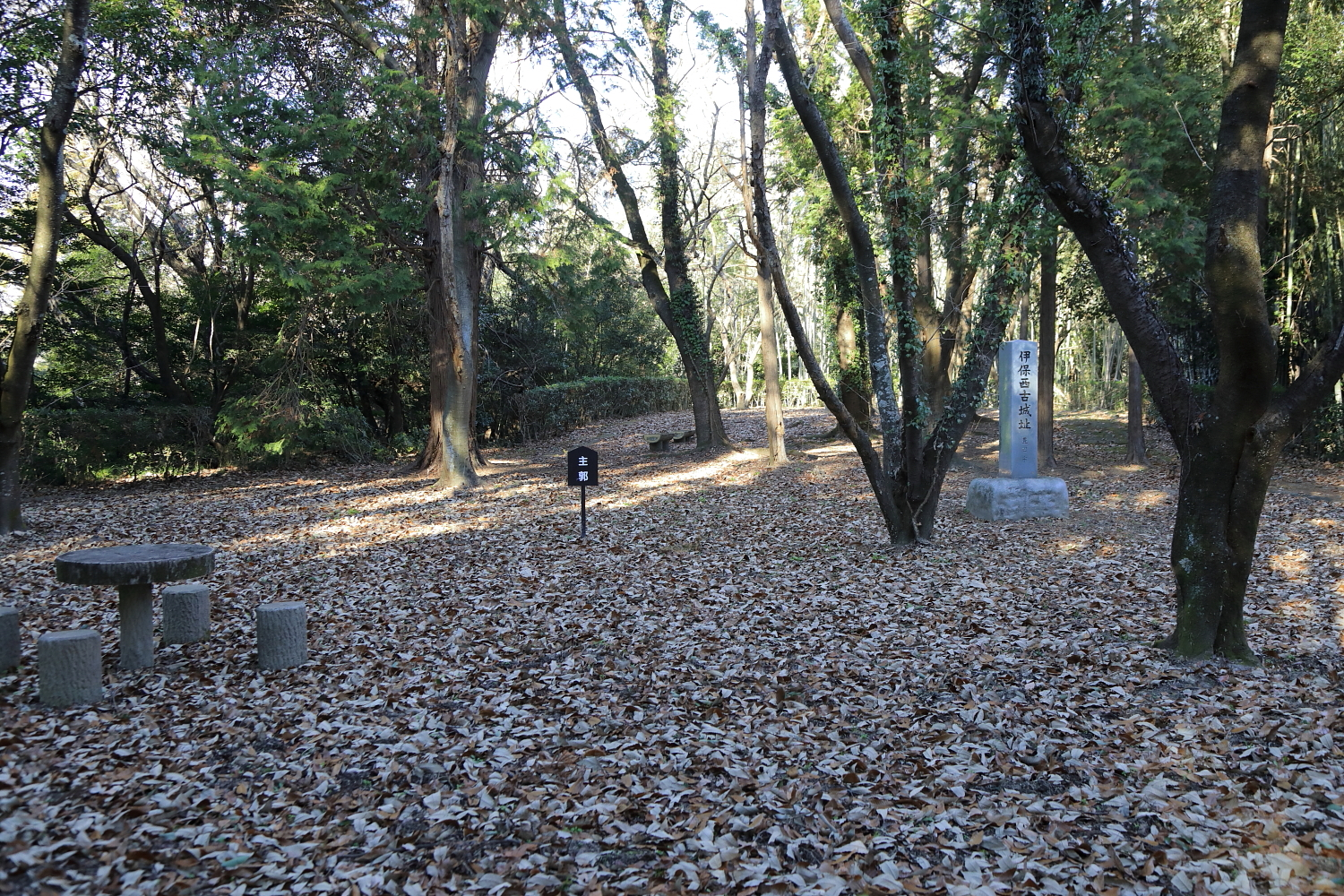
伊保西古城址 （保見町、2019年（平成31年）1月）
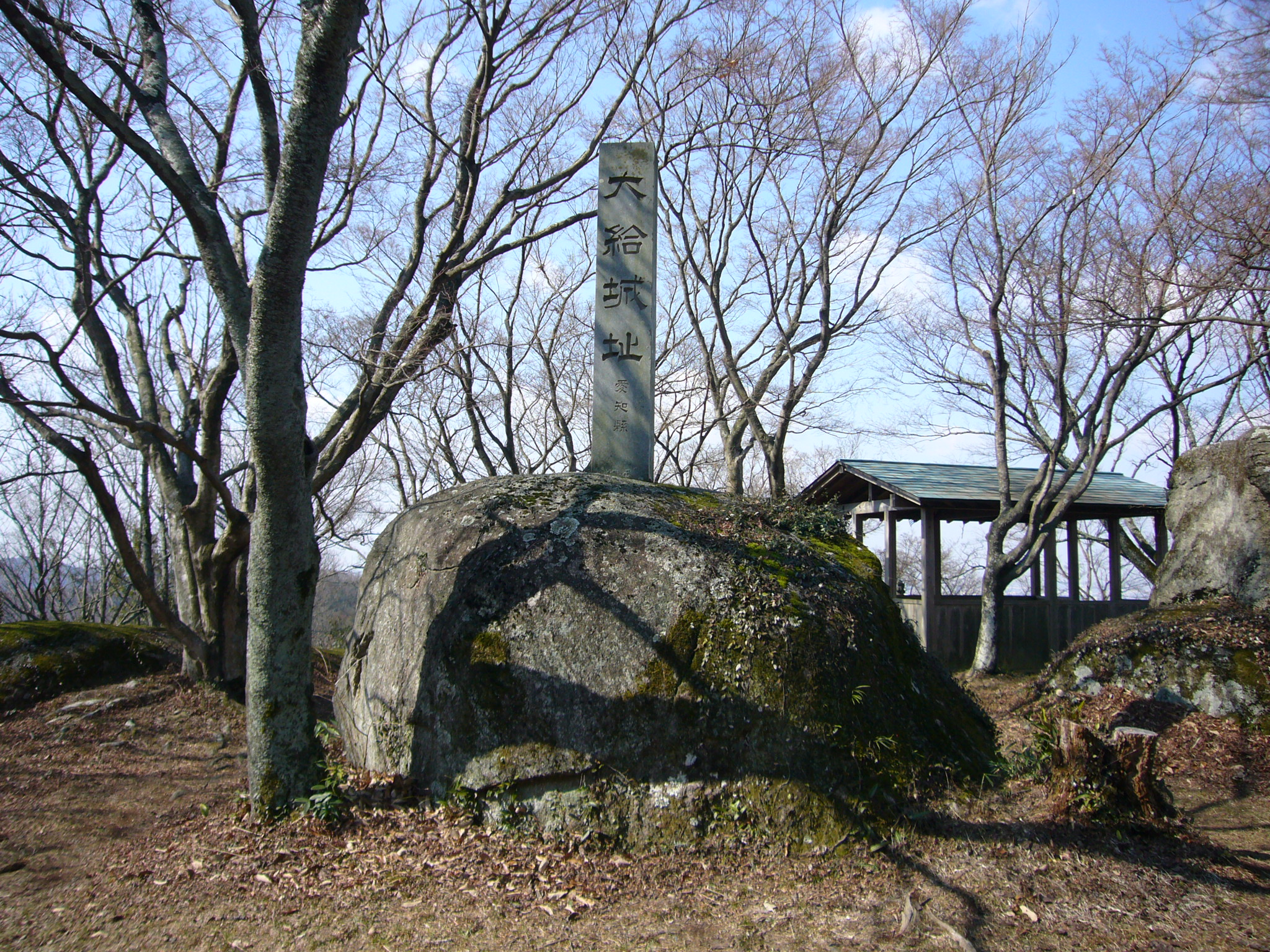
大給城址 （2008年（平成20年）2月）
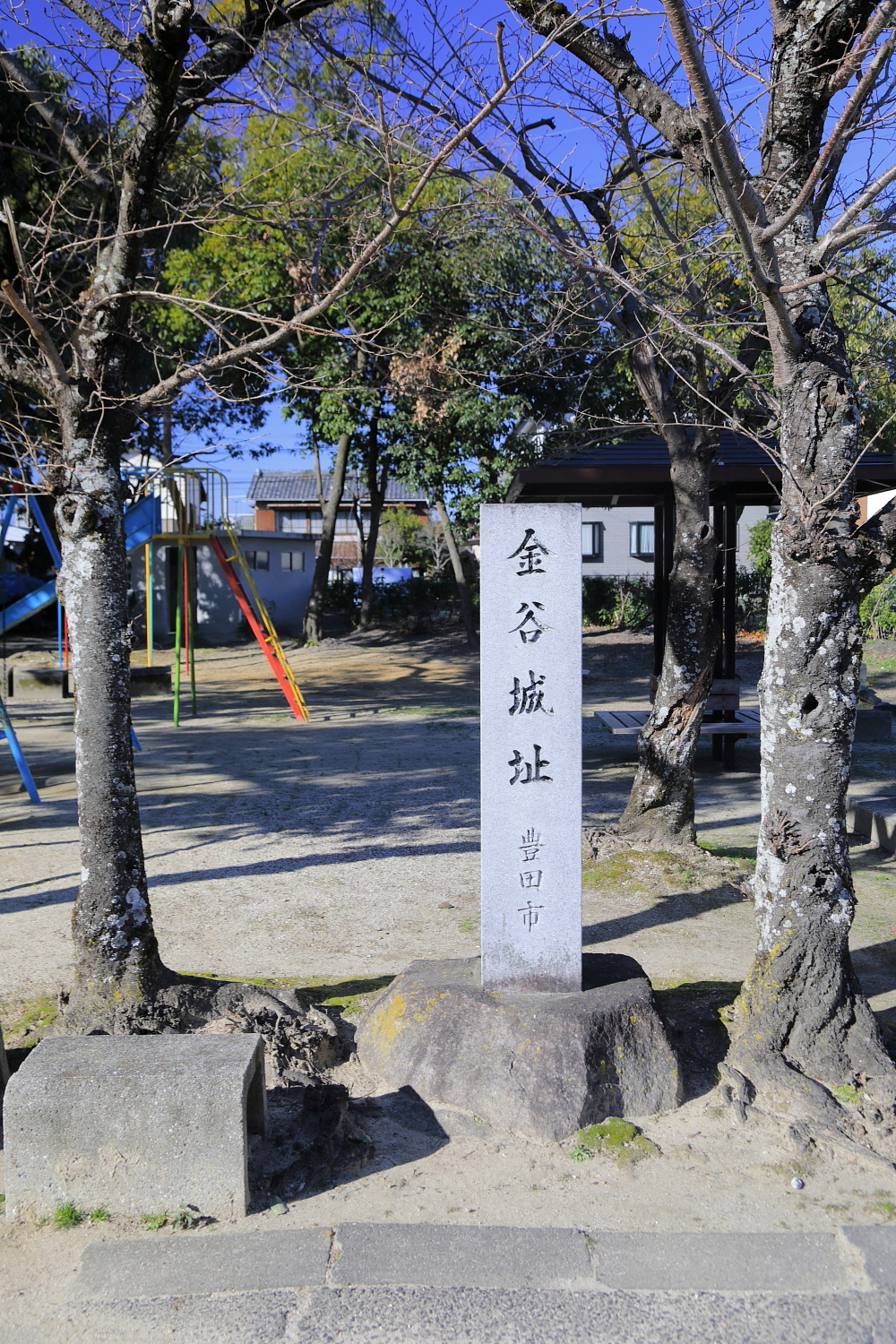
金谷城址 （金谷町、2019年（平成31年）1月）
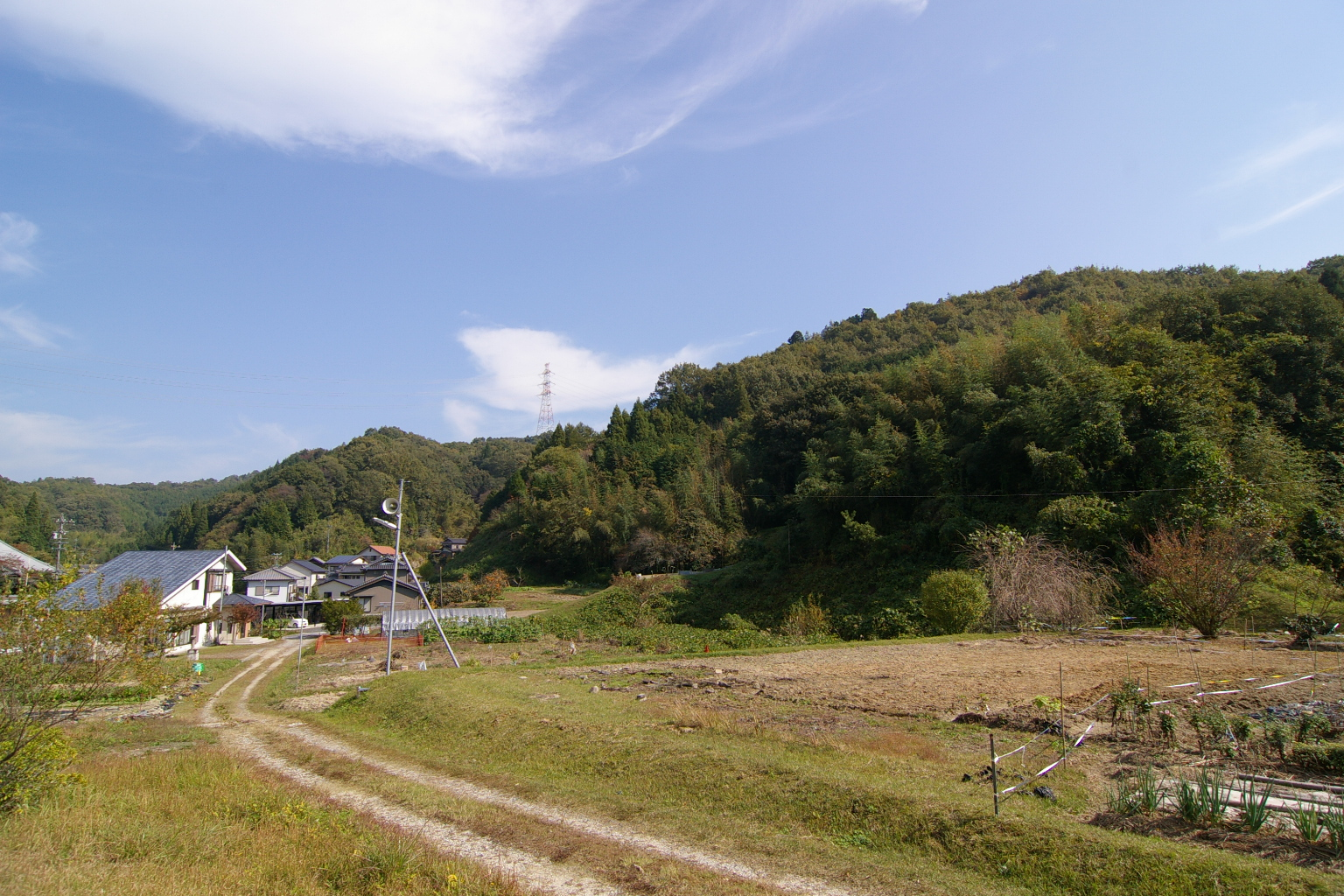
鷹見城址 （2009年（平成21年）10月）
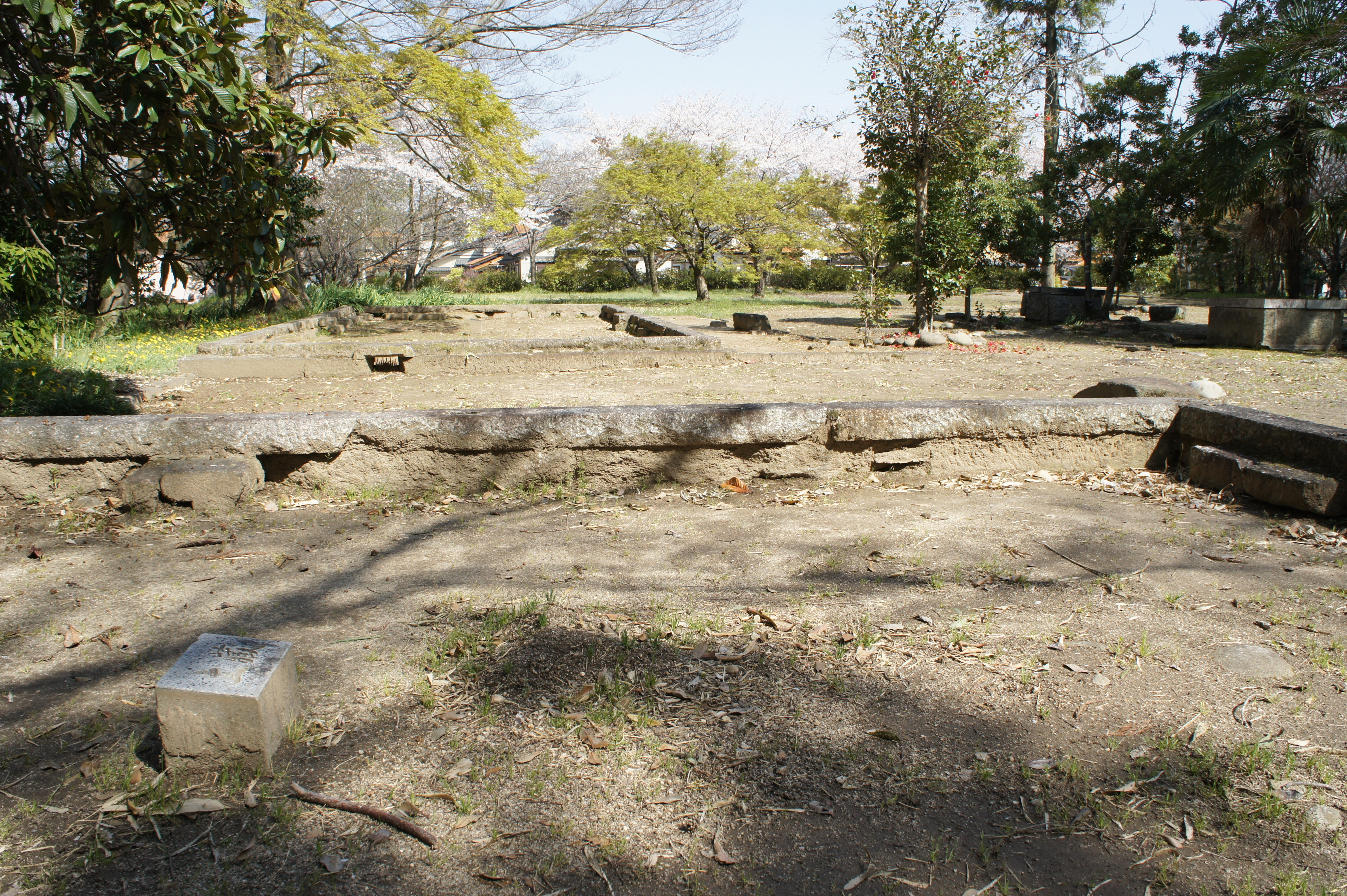
寺部城址 （2011年（平成23年）4月）
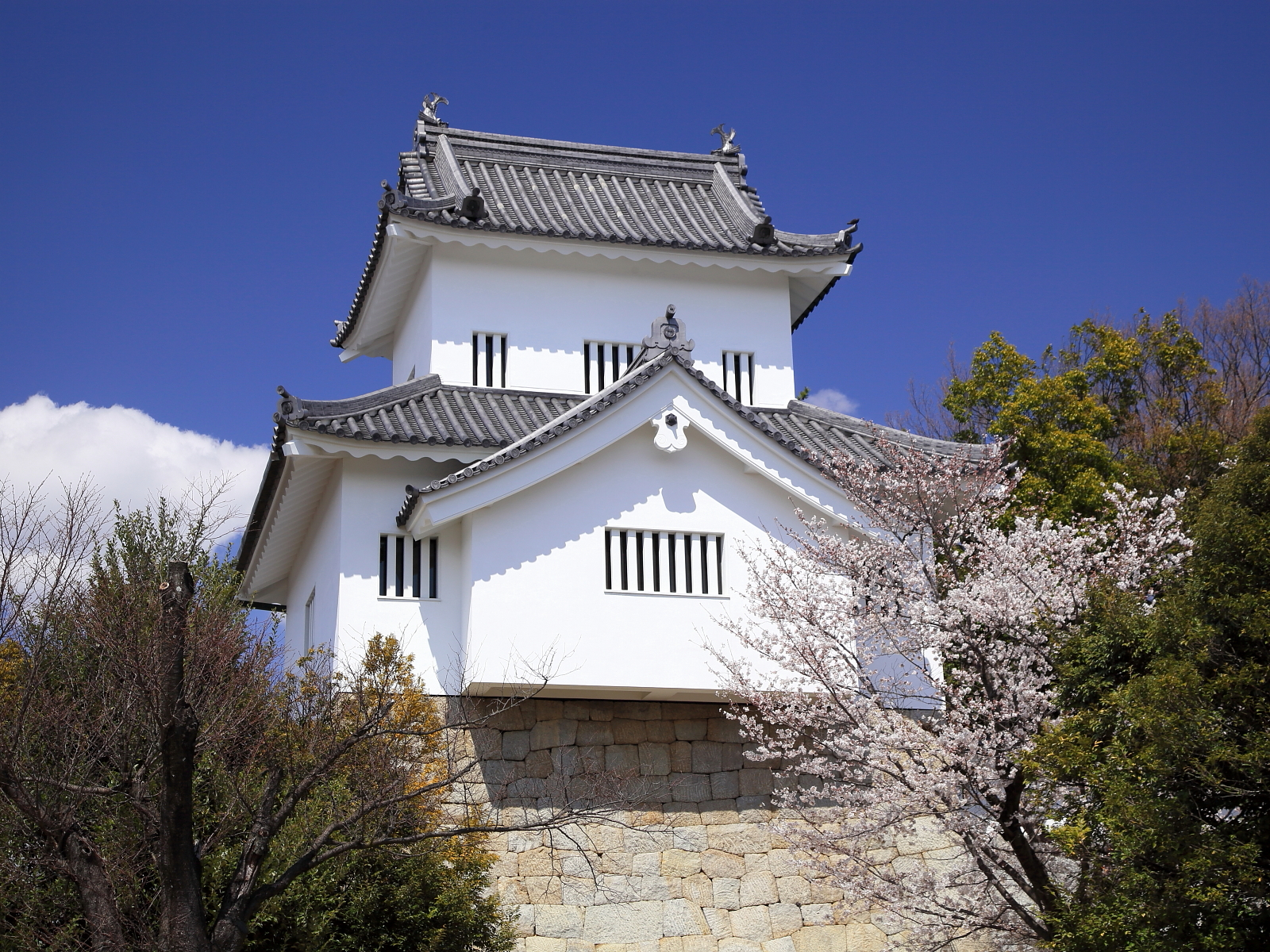
七州城復興隅櫓 （2012年（平成24年）4月）
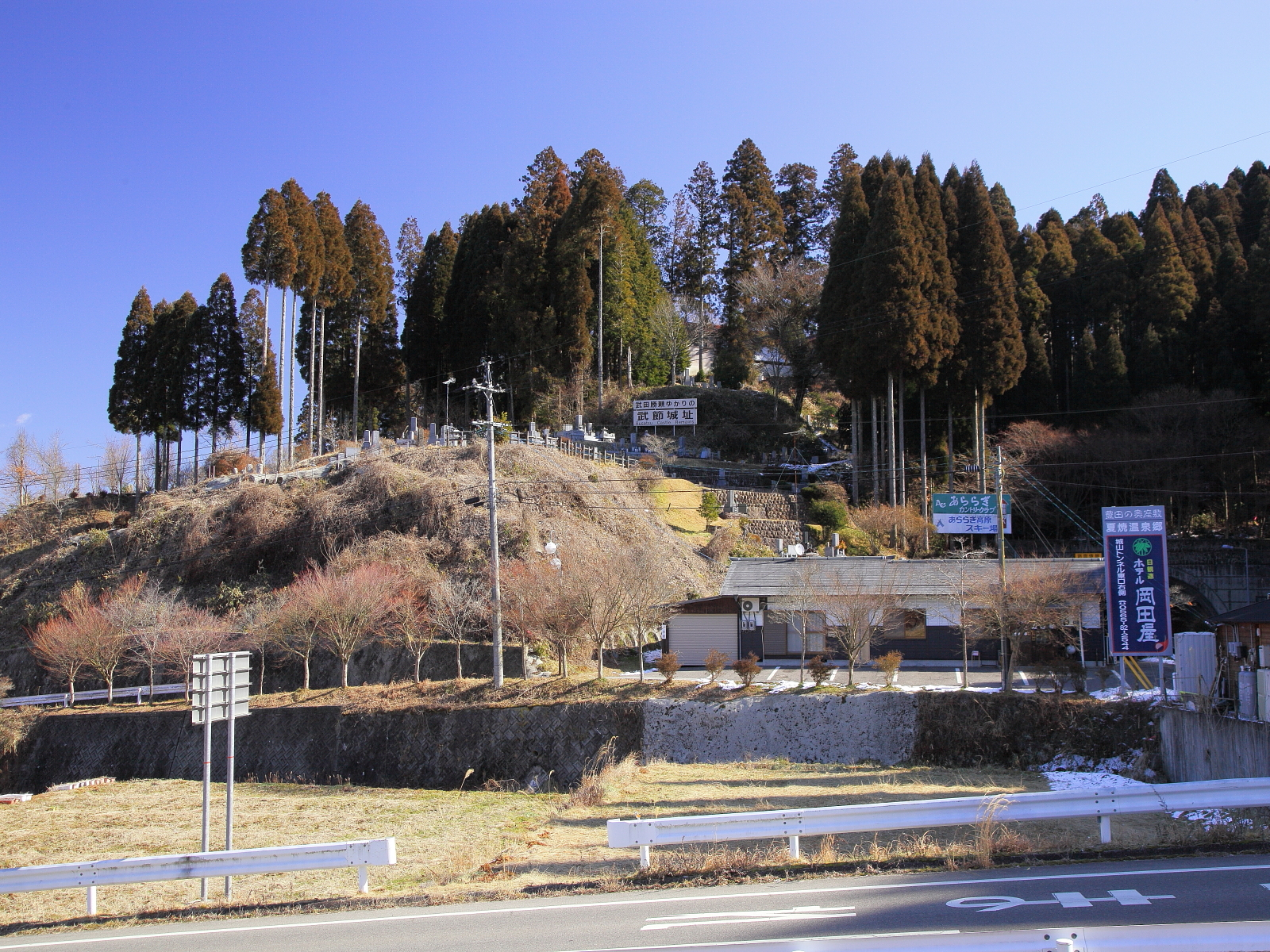
武節城址 （2012年（平成24年）2月）
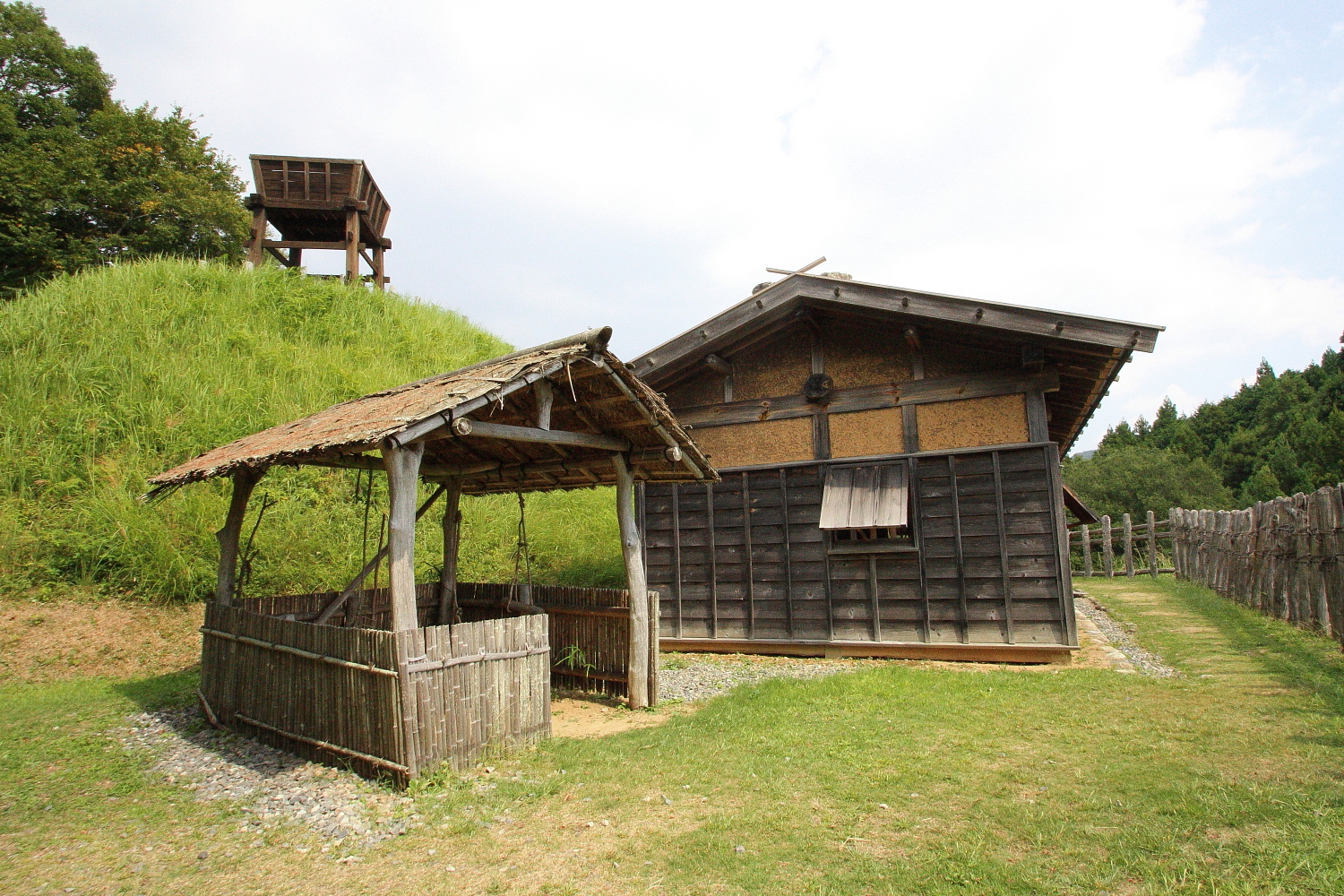
真弓山城址（南の丸） （2009年（平成21年）9月）
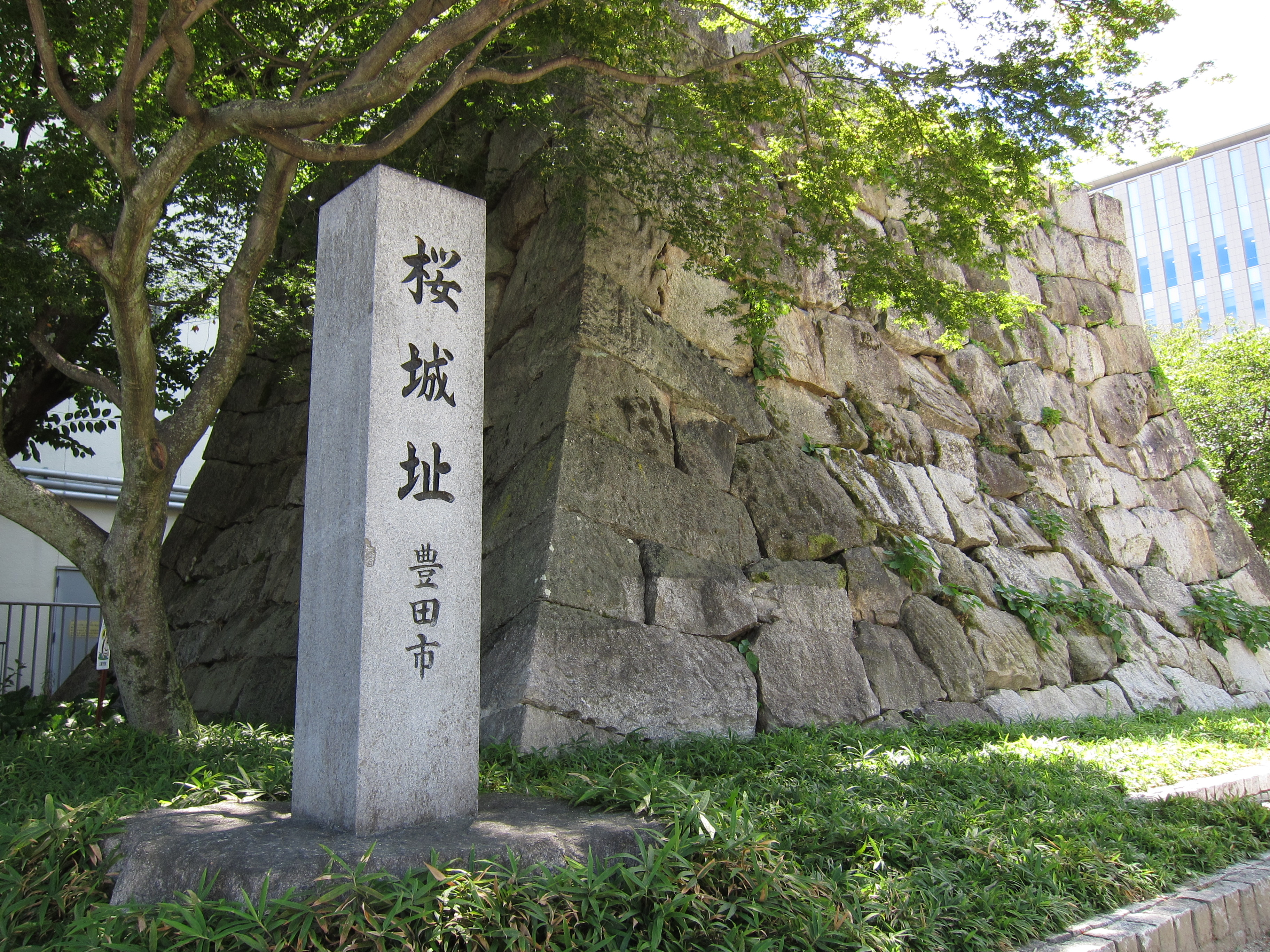
桜城址 （2011年（平成23年）4月）
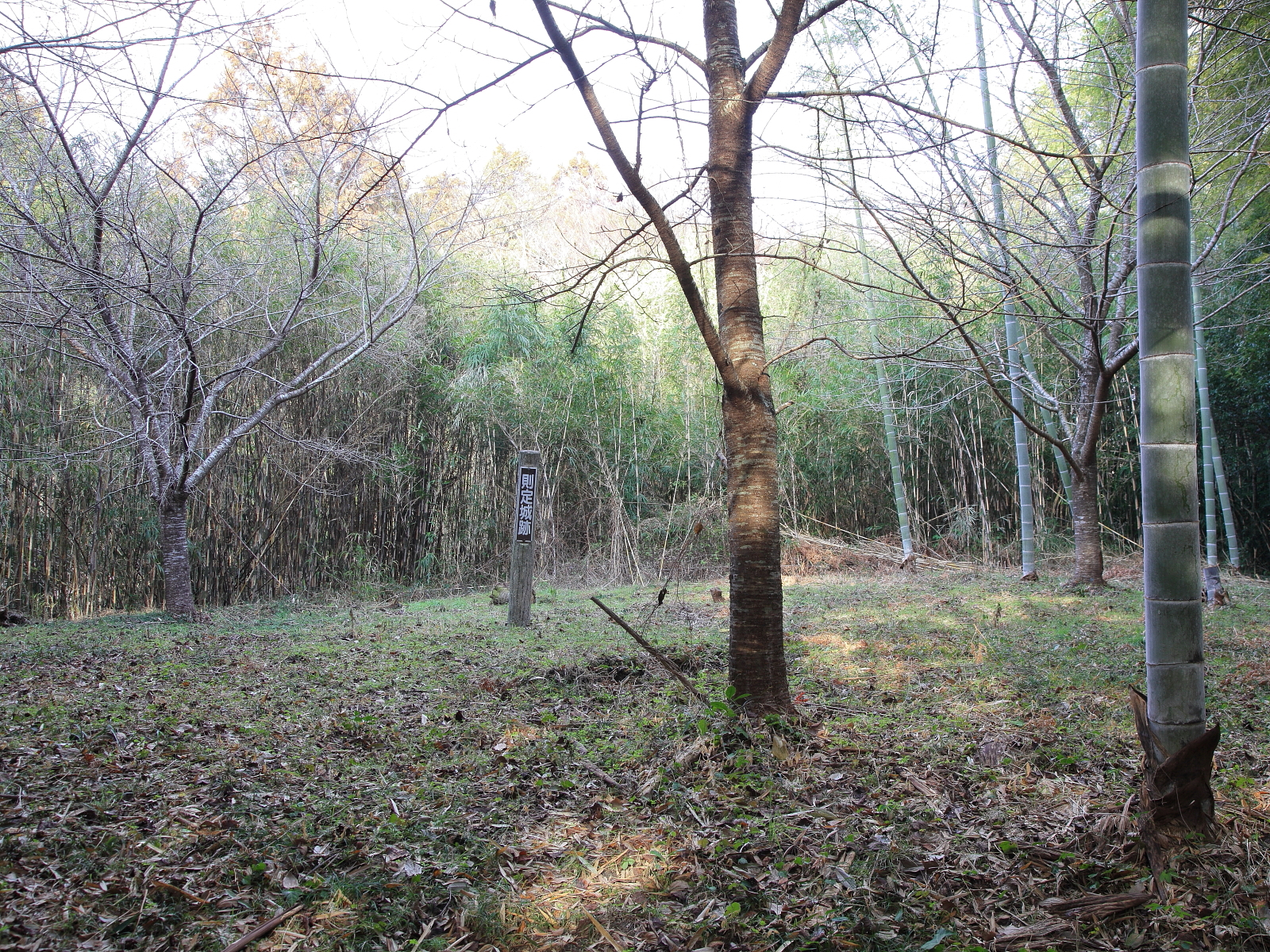
則定城址 （2012年（平成24年）1月）
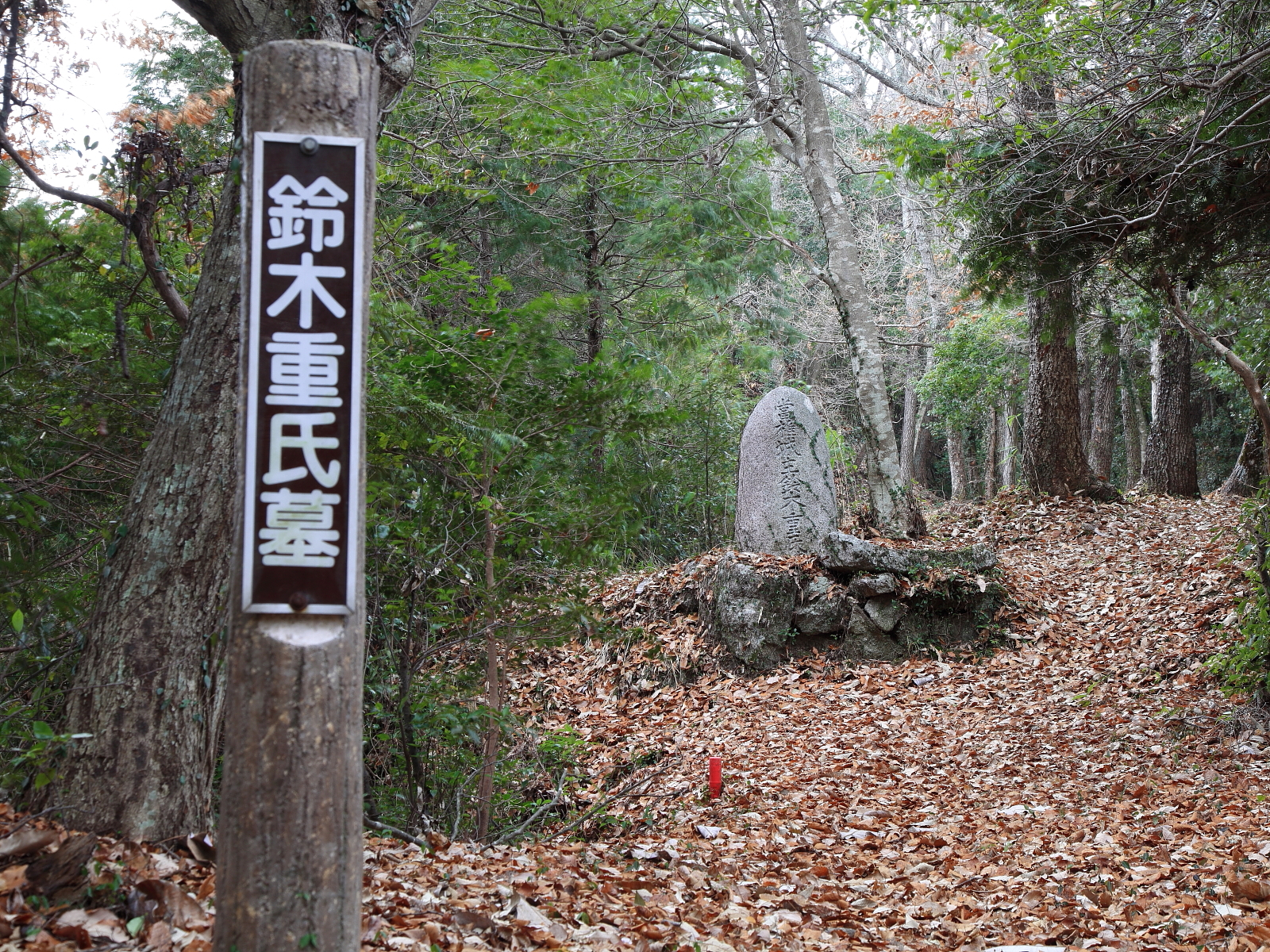
則定椎城址 （2012年（平成24年）1月）

## 社寺跡
- 舞木廃寺 - 古墳時代。
- 勧学院文護寺跡 - 古墳時代～奈良時代。
- 牛寺廃寺跡 - 古墳時代～奈良時代。

## 祭祀遺跡
- 飯盛山経塚 - 足助町。中世。
- 伊保原経塚 - 浄水町。中世。滅失。
- オタチュウ遺跡 - 霧山町。中世。
- 今朝平遺跡 - 足助町。縄文時代。
- 大悲殿経塚 - 猿投町。近世。
- 高瀬経塚 - 古瀬間町。近世。
- 竹町1号塚 - 竹町。時期不詳。
- 竹元町1号塚 - 竹元町。時期不詳。
- 竹元町2号塚 - 竹元町。時期不詳。
- 百々一字一石経塔 - 百々町。近世。
- 中町十三塚 - 中町。時期不詳。
- 東広瀬経塚 - 東広瀬町。近世。
- 南荒子経塚 - 加納町。近世。
- 山名遺跡 - 下国谷町。平安時代～中世。

## 古窯
- 赤原古窯 - 近世。
- 穴田窯 - 近代。
- 飯野境窯 - 近世。
- 池浦古窯（K-128号窯） - 中世。
- 石神窯 - 中世。
- 一色屋敷古窯 - 中世。
- 板倉窯 - 近代～現代。
- 井ノ平窯 - 近代～現代。
- 岩花窯 - 中世。
- 臼ケ池古窯群 - 中世。
- 臼ケ池下窯 - 中世。
- 宇頭坂窯 - 近代。
- 馬子十窯 - 中世。
- 海老田古窯 - 中世。
- 大川ケ原窯 - 中世。
- 大皿田窯 - 近代。
- 太田古窯 - 中世。
- 大屋窯 - 中世。
- 金池古窯群 - 中世。
- 金山古窯 - 平安時代。
- 兼近古窯群 - 平安時代～中世。
- 釜坂窯 - 中世。
- 釜下窯 - 中世。
- かまのす古窯 - 奈良時代。
- 神子塚窯 - 中世。
- 神迫間古窯群 - 平安時代～中世。
- 上向イ田古窯群 - 古墳時代。
- 紙屋沢窯 - 近代。
- 唐池古窯群 - 平安時代～中世。
- 川原田古窯群 - 中世。
- 北ノ前窯 - 中世。
- 北ノ脇古窯 - 平安時代。
- 北前窯 - 近代～現代。
- 切山古窯群 - 中世。
- 蔵屋敷窯 - 中世。
- 駒場瓦窯 - 古墳時代。
- 五窯古窯群 - 中世。
- 桜ヶ入古窯 - 中世。
- 笹窯 - 中世。
- 三ヶ峰10号窯 - 中世。
- 塩狭間古窯群 - 中世。
- 敷田古窯群 - 中世。
- 清水窯 - 近代～現代。
- 清水口古窯群 - 中世。
- 十五夜古窯 - 平安時代。
- 白地釜窯 - 中世。
- 神明瓦窯 - 古墳時代。
- 空窯 - 近代～現代。
- 高曽窯 - 中世。
- 高根越古窯群 - 奈良時代～中世。
- 高山古窯（K-127号窯） - 中世。
- 田野尻窯 - 近代～現代。
- 辻貝戸窯 - 中世。
- 辻戸窯 - 中世。
- 土ノ山古窯 - 中世。
- 寺池古窯 - 平安時代。
- 藤四窯 - 近世。
- 戸尻窯 - 中世。
- 中貝渡窯 - 近代～現代。
- 中清田古窯群 - 中世。
- 長根浅沢古窯群 - 中世。
- 長根古窯群 - 中世。
- 七曲古窯群 - 平安時代。
- 鉛池古窯 - 中世。
- 西川古窯群 - 中世。
- 西中山第1号窯 - 中世。
- 西山古窯（K-126号窯） - 中世。
- 鶏石古窯群 - 中世。
- 半済寺古窯群 - 中世。
- 東唐池古窯群 - 奈良時代～中世。
- 日向西古窯 - （時期不詳）
- ヒヤケ古窯群 - 中世。
- 平山古窯 - 中世。
- 深沢窯 - 中世。
- 弁財古窯群 - 中世。
- 法花坊古窯群 - 中世。
- 細田窯 - 中世。
- 細田西窯 - 中世。
- 舞木古窯 - 古墳時代。
- 孫目池古窯 - 平安時代。
- 孫目上池古窯 - 平安時代。
- 丸山古窯 - 中世。
- 万作平窯 - 近代～現代。
- 宮脇窯 - 近代～現代。
- 明蓮古窯群 - 奈良時代～中世。
- 向イ田古窯群 - 中世。
- 向田遺跡 - 中世～近世。
- 向屋下窯 - 近世。
- 向山古窯 - 中世。
- 薬師山窯 - 中世。
- 山桑古窯群 - 中世。
- 山洞古窯 - 平安時代。
- 山洞窯 - （時期不詳）
- 吉兼古窯群 - 平安時代～中世。
- 吉原窯 - 中世。
- 来姓古窯群 - 古墳時代・平安時代～中世。

## 散布地
- 青木平遺跡 - 縄文時代・中世～近世。
- 浅ノ久保遺跡 - 縄文時代。
- 旭遺跡 - 縄文時代。
- 明川山ノ神遺跡 - 縄文時代。
- 後ケ洞遺跡 - 中世～近世。
- アライ遺跡 - 旧石器時代～縄文時代・中世。
- 荒子遺跡 - 中世～近世。
- 安福寺遺跡。
- 飯盛遺跡 - 縄文時代・中世。
- 池田遺跡 - 縄文時代。
- 池平遺跡 - 縄文時代・中世。
- 池ノ下遺跡 - 平安時代～近世。
- 石神遺跡 - 縄文時代。
- 一色平遺跡 - 中世～近世。
- 石ノ塔遺跡 - 縄文時代。
- 石橋遺跡 - 平安時代。
- 板沢口遺跡 - 中世。
- 市平遺跡 - 縄文時代。
- 市場遺跡（旭八幡町） - 縄文時代。
- 市場遺跡（小町） - 縄文時代。
- 市場前遺跡 - 中世～近世。
- 井戸川遺跡 - 中世。
- 井戸沢遺跡 - 縄文時代・平安時代～中世。
- 因幡遺跡 - 縄文時代。
- 稲荷下遺跡 - 中世。
- 井上遺跡 - 縄文時代。
- 井ノ元遺跡 - 縄文時代・平安時代。
- 伊保神社裏遺跡 - （時期不詳）
- 伊保古瓦出土地 - 古墳時代・奈良時代。
- 今岡遺跡 - 古墳時代。
- 居屋敷遺跡 - 縄文時代・中世。
- 井山遺跡（稲武町） - 平安時代。
- 井山遺跡（貞宝町） - （時期不詳）
- 入山遺跡 - 縄文時代。
- 植田遺跡 - 中世。
- ウシエA遺跡 - 縄文時代。
- ウシエB遺跡 - 縄文時代。
- ウシエC遺跡 - 中世。
- 宇津木A遺跡 - 縄文時代。
- 宇津木B遺跡 - 弥生時代。
- 宇内戸遺跡 - 縄文時代。
- 乳母ケ入遺跡 - 縄文時代・中世。
- 馬ノ平遺跡 - 縄文時代～弥生時代・平安時代。
- 梅坪神社遺跡 - 弥生時代～近世。
- ウル井遺跡 - 中世。
- 漆瀬遺跡 - 縄文時代～弥生時代。
- 上原遺跡 - 旧石器時代～縄文時代。
- 追分山ノ神遺跡 - 縄文時代。
- 大田遺跡 - 縄文時代。
- 大井平経塚 - （時期不詳）
- 大井平道下遺跡 - 縄文時代。
- 大釜遺跡 - 旧石器時代。
- 大切遺跡 - 縄文時代。
- 大倉遺跡 - 縄文時代。
- 大桑農道口遺跡 - 縄文時代。
- 大境遺跡 - 縄文時代～弥生時代・平安時代。
- 大沢（おおさわ）遺跡。
- 大清水遺跡 - 縄文時代。
- 大砂遺跡 - 縄文時代。
- 大摺A遺跡 - 縄文時代。
- 太田遺跡 - 縄文時代。
- 大平遺跡 - 縄文時代。
- 大竹遺跡 - 縄文時代・中世。
- 大月遺跡 - 縄文時代。
- 大野遺跡 - 縄文時代。
- 大野坂遺跡 - 縄文時代。
- 大野平遺跡 - 縄文時代。
- 大萩遺跡 - 平安時代～中世。
- 大畑遺跡 - 縄文時代～弥生時代・中世。
- オオバタ遺跡 - 縄文時代・古墳時代・中世。
- 大原遺跡 - 縄文時代。
- 大洞遺跡（北一色町） - 縄文時代・奈良時代・中世～近世。
- 大洞遺跡（大洞町） - 弥生時代。
- 大曲り遺跡 - 縄文時代。
- 大麦田遺跡（牛地町） - 縄文時代。
- 大麦田遺跡（西樫尾町） - 縄文時代。
- 大屋遺跡（浅谷町） - 縄文時代。
- 大屋遺跡（深見町） - 縄文時代。
- 尾片遺跡 - 中世～近世。
- 岡ノ平遺跡 - 縄文時代。
- 小川遺跡 - 中世～近世。
- 沖田遺跡 - 縄文時代～中世。
- 屋ヶ平遺跡 - 縄文時代。
- 鴛鴨町元屋敷遺跡 - 奈良時代～近世。
- 落遺跡 - 縄文時代・中世。
- 落合遺跡 - 縄文時代。
- 小渡広畑遺跡 - 縄文時代。
- 小渡薮下遺跡 - 縄文時代。
- 鬼ヶ子遺跡 - 縄文時代。
- オニカタ遺跡 - 縄文時代・中世。
- 小畑前遺跡 - 縄文時代。
- 折坂遺跡 - 縄文時代～古墳時代・中世。
- 外山遺跡 - 縄文時代～弥生時代。
- 貝内遺跡 - 縄文時代。
- 貝曲り遺跡 - 縄文時代。
- 柿平遺跡 - 縄文時代。
- 香久礼遺跡 - 旧石器時代。
- 梶畑遺跡 - 縄文時代。
- 柏木遺跡 - （時期不詳）
- 柏洞遺跡 - 縄文時代・中世。
- 門口遺跡 - 弥生時代。
- 金出島遺跡 - 縄文時代。
- 鐘鋳場遺跡 - 縄文時代～弥生時代。
- カマ井遺跡 - 縄文時代～弥生時代・中世。
- 上ミ大野遺跡 - 縄文時代。
- 上貝戸遺跡 - 縄文時代。
- 上川手遺跡 - 中世。
- 上郷遺跡 - 中世。
- 神郷下遺跡 - 縄文時代。
- 上小田古瓦出土地 - 奈良時代。
- 神子塚遺跡 - 奈良時代・中世～近世。
- 上小畑遺跡 - 縄文時代。
- 上栃ノ実遺跡 - 縄文時代。
- 上ノ切窯 - 近代。
- 上ノ平遺跡 - 縄文時代。
- 上ノ段遺跡 - 縄文時代・古墳時代。
- 上万場遺跡 - 縄文時代。
- 神谷上切遺跡 - 平安時代～中世。
- 蒲生遺跡 - 平安時代～中世。
- 苅返遺跡 - 平安時代。
- 河合遺跡（河合町） - 縄文時代。
- 河合遺跡（田津原町） - 縄文時代。
- 河上瀬遺跡 - 縄文時代。
- 川場遺跡 - 縄文時代。
- 川畑遺跡 - 縄文時代。
- 川原遺跡 - 縄文時代・中世～近世。
- 河原田遺跡 - 中世。
- 勘蔵連遺跡 - 縄文時代。
- 雁戸遺跡 - （時期不詳）
- 木地山遺跡 - 縄文時代・中世。
- 北貝戸遺跡 - 奈良時代・中世。
- 北田遺跡 - 縄文時代。
- 木ノ本遺跡 - 中世～近世。
- キビウ遺跡 - 縄文時代。
- クシゲ遺跡 - 縄文時代。
- 下り山A遺跡 - 縄文時代。
- 下り山B遺跡 - 縄文時代。
- 国平遺跡 - 中世～近世。
- クニワカダ遺跡 - 平安時代。
- 久保田遺跡 - 縄文時代。
- 熊野神社遺跡 - 縄文時代～弥生時代。
- クラボネ遺跡 - 縄文時代・中世。
- 栗木遺跡 - 縄文時代。
- 黒渕遺跡 - 縄文時代。
- 桑凹遺跡 - 縄文時代。
- 小井沢A遺跡 - 縄文時代・古墳時代・中世。
- 小井沢B遺跡 - 縄文時代・中世。
- 郷戸遺跡 - 縄文時代。
- 小貝戸遺跡 - 縄文時代。
- 小猿投遺跡 - 縄文時代。
- 越田和遺跡（大沼町） - 縄文時代・平安時代～中世。
- 越田和遺跡（加塩町） - 旧石器時代。
- 小清水小学校東遺跡 - 旧石器時代。
- 古城北遺跡 - 古墳時代～中世。
- 五升蒔遺跡 - 縄文時代。
- 小田遺跡 - 縄文時代・平安時代～近世。
- 五反田遺跡 - 中世。
- 粉野遺跡 - 縄文時代。
- 小狭間遺跡 - （時期不詳）
- 駒場元城遺跡 - 白鳳時代。
- 小ミツ久保遺跡 - 中世。
- 紺屋貝戸遺跡 - 縄文時代。
- 才光院・行新遺跡 - 古墳時代・中世～近世。
- 坂遺跡（上八木町） - 縄文時代・中世。
- 坂遺跡（中当町） - 縄文時代。
- 坂口遺跡（池島町） - 縄文時代。
- 坂口遺跡（藤岡飯野町） - 中世～近世。
- 桜ノ木遺跡 - 縄文時代～弥生時代・中世。
- 笹ヶ田遺跡 - 縄文時代。
- 大角豆洞遺跡 - 弥生時代～古墳時代。
- 皿坂遺跡 - 縄文時代。
- 塩平遺跡 - 縄文時代。
- シオノタク遺跡 - 縄文時代・中世。
- 塩山遺跡 - 縄文時代・中世。
- 四郷西山遺跡 - 弥生時代。
- シシナド遺跡 - 縄文時代・中世。
- シタジロ遺跡 - 中世。
- シツタキ遺跡 - 弥生時代・中世。
- シバクコ遺跡 - 縄文時代・中世。
- シバクボ遺跡 - 中世。
- 島崎遺跡（大野瀬町） - 縄文時代。
- 島崎遺跡（島崎町） - 縄文時代。
- 島空遺跡 - 縄文時代・中世。
- 嶋ノ脇遺跡 - 縄文時代。
- 清水畑遺跡 - 縄文時代・中世。
- 下井戸遺跡 - 縄文時代。
- シモ大桑遺跡 - 縄文時代。
- 下貝戸遺跡（小田木町） - 縄文時代。
- 下貝戸遺跡（藤岡飯野町） - 平安時代～近世。
- 下切遺跡 - 縄文時代。
- 下楮平遺跡 - 縄文時代。
- 下坂遺跡 - 縄文時代～近世。
- 下モ平遺跡 - 縄文時代・中世。
- 下平遺跡 - 中世～近世。
- 下田面遺跡 - 中世。
- 下中当遺跡 - 縄文時代。
- 下ノ田遺跡 - 縄文時代・中世。
- 下ノ橋遺跡 - 縄文時代・中世。
- 下洞遺跡 - 縄文時代。
- 下モ峯山遺跡 - 縄文時代。
- シモヤ遺跡 - 中世。
- 下八桑遺跡 - 縄文時代。
- 尺治遺跡 - 中世。
- 小子遺跡 - 縄文時代。
- 菖蒲田遺跡 - 弥生時代。
- シロヤマ遺跡 - 中世。
- 新切遺跡 - 旧石器時代～縄文時代。
- 新左屋敷遺跡 - 奈良時代・中世～近世。
- 神田遺跡 - 中世～近世。
- 陣屋跡遺跡 - 縄文時代。
- 菅生遺跡 - 中世。
- 涼堂遺跡 - 縄文時代。
- スス原遺跡 - 縄文時代～弥生時代。
- ススベ遺跡 - 縄文時代・中世。
- 炭焼遺跡 - 中世。
- 諏訪遺跡 - 縄文時代。
- 清泰地遺跡 - 縄文時代・古墳時代・中世。
- 瀬古遺跡 - 弥生時代。
- 瀬戸遺跡 - 縄文時代。
- 仙元遺跡 - 縄文時代。
- 膳棚遺跡 - 縄文時代。
- 善道和遺跡 - 中世～近世。
- ゾウザ遺跡 - 縄文時代・中世。
- ソ子遺跡 - 縄文時代・古墳時代・中世。
- 曽根遺跡 - 中世。
- 代官屋敷A遺跡 - 縄文時代。
- 代官屋敷B遺跡 - 中世。
- 大福寺遺跡 - 縄文時代。
- 大明神A遺跡 - 縄文時代。
- 大明神B遺跡 - 旧石器時代。
- 大明神C遺跡 - （時期不詳）
- 大門遺跡（綾渡町） - 縄文時代。
- 大門遺跡（武節町） - 縄文時代～弥生時代・中世。
- 平ラ遺跡 - 中世～近世。
- 田面遺跡 - 縄文時代。
- 高岡遺跡 - 縄文時代。
- 高堤遺跡 - 縄文時代・中世～近世。
- 高樋遺跡 - 縄文時代。
- 高土屋敷遺跡 - 縄文時代。
- 高根遺跡 - 縄文時代・古墳時代・中世。
- 高根下遺跡 - 旧石器時代～縄文時代。
- 滝の上遺跡 - 縄文時代。
- 滝ノ沢遺跡 - 中世。
- 滝脇遺跡 - 縄文時代。
- 瀧脇遺跡 - 縄文時代。
- 竹ノ下遺跡 - 縄文時代。
- 田耕図遺跡 - 中世。
- 田代A遺跡 - 縄文時代。
- 田代B遺跡 - 縄文時代。
- 太戸遺跡 - 奈良時代。
- 田中遺跡 - 縄文時代。
- 田ノ平遺跡（A地点） - 縄文時代・平安時代～近世。
- 田ノ平遺跡（B地点） - 縄文時代。
- 田畑遺跡 - 中世～近世。
- タヒラ遺跡 - 縄文時代。
- 田町遺跡 - 奈良時代。
- 段洞遺跡 - 縄文時代。
- 築瀬遺跡 - 縄文時代。
- 千鳥西遺跡 - 旧石器時代。
- 千鳥東遺跡 - 旧石器時代。
- 千鳥南遺跡 - 旧石器時代。
- 長興寺関連遺跡 - 中世。
- 辻貝戸遺跡 - 中世～近世。
- ツヂ遺跡 - 中世。
- 貞宝遺跡 - 縄文時代。
- 寺ケ洞遺跡 - 縄文時代・中世～近世。
- 土井ノ内遺跡 - 中世～近世。
- 堂貝戸遺跡 - 縄文時代・中世。
- 堂外戸遺跡 - 古墳時代。
- 堂平遺跡 - 縄文時代。
- 堂ノ上遺跡 - 縄文時代。
- 堂ノ下遺跡 - 縄文時代。
- トウノ前遺跡 - 縄文時代。
- 道山遺跡 - 平安時代～中世。
- 徳入道遺跡 - 縄文時代。
- 所畑遺跡 - 縄文時代～弥生時代・中世。
- 土地ノ郷遺跡 - 縄文時代。
- 飛腰遺跡 - 縄文時代。
- 豊ヶ入遺跡 - 縄文時代。
- 中貝戸遺跡 - 縄文時代。
- 中切遺跡（川面町） - 縄文時代。
- 中切遺跡（猿投町） - 中世～近世。
- 仲切遺跡 - 縄文時代。
- 中坂佐後遺跡 - 中世。
- 長沢遺跡 - 縄文時代・奈良時代。
- 中嶋遺跡 - 縄文時代。
- 仲田遺跡（岩神町） - 平安時代～中世。
- 仲田遺跡（簗平町） - 中世～近世。
- 長田遺跡 - 旧石器時代。
- 中平遺跡（上八木町） - 縄文時代。
- 中平遺跡（野入町） - 縄文時代・平安時代。
- 仲平遺跡（小田木町） - 縄文時代・中世。
- 仲平遺跡（時瀬町） - 縄文時代。
- 中沼遺跡 - 縄文時代。
- 中根遺跡 - 縄文時代。
- 仲根遺跡 - 縄文時代・古墳時代・近世。
- ナカノ遺跡 - 縄文時代・中世～近世。
- 中ノ切遺跡 - 古墳時代。
- 中村遺跡 - 縄文時代。
- 中屋敷遺跡 - 中世。
- 崩下遺跡 - 縄文時代。
- 梛下遺跡 - 縄文時代・中世～近世。
- 菜畑遺跡 - 縄文時代。
- 磆羅遺跡 - 縄文時代。
- 名目理遺跡 - 縄文時代。
- 荷掛遺跡 - 古墳時代・中世～近世。
- 二軒屋遺跡 - 縄文時代・中世。
- 西街道遺跡 - 縄文時代。
- 西糟目遺跡 - 縄文時代。
- 西ガハネ遺跡 - 中世。
- 西小柳遺跡 - 縄文時代。
- 西田面遺跡 - 縄文時代。
- 西ノ平遺跡 - 縄文時代・奈良時代・中世～近世。
- 西ノ宮遺跡 - 平安時代～中世。
- 西畑遺跡 - 縄文時代・中世。
- 西道下遺跡 - 縄文時代。
- 西山遺跡 - 縄文時代。
- 日南遺跡。
- 農返遺跡 - 縄文時代。
- 野田迫遺跡 - 古墳時代。
- 野林本郷遺跡 - 平安時代～中世。
- 野見山遺跡 - 弥生時代～古墳時代。
- 乗越遺跡 - 縄文時代。
- 則定本郷A遺跡 - 中世。
- 畑中遺跡 - 縄文時代。
- ハチハタ遺跡 - 縄文時代・平安時代。
- 八幡社遺跡 - 縄文時代。
- 八幡田遺跡 - 弥生時代。
- 八升蒔遺跡 - 縄文時代。
- 初吹遺跡 - 旧石器時代～縄文時代。
- 咄遺跡 - 縄文時代。
- 花ノ木遺跡 - 旧石器時代～縄文時代。
- 羽根遺跡 - 縄文時代・中世～近世。
- 馬場遺跡 - 縄文時代。
- 林遺跡（花園町） - 中世。
- 林遺跡（東大島町） - 縄文時代。
- 林貝津遺跡 - 縄文時代。
- 針ケ平遺跡 - 縄文時代。
- 春山遺跡 - 中世。
- 判行前遺跡 - 中世。
- 伴上貝戸遺跡 - 中世～近世。
- 番丈木遺跡 - 縄文時代。
- 半ノ木A遺跡 - 縄文時代。
- 半ノ木B遺跡 - 縄文時代～弥生時代。
- 半ノ木C遺跡 - 縄文時代。
- 半ノ木D遺跡 - 縄文時代・中世。
- 半ノ木E遺跡 - 縄文時代。
- ハンノキバラ遺跡 - 中世。
- ヒカゲA遺跡 - 縄文時代。
- ヒカゲB遺跡 - 縄文時代。
- 日影遺跡（川面町） - 縄文時代。
- 日影遺跡（和合町） - 縄文時代。
- 東尾遺跡 - 縄文時代。
- 東切遺跡 - 縄文時代。
- 東枝下遺跡 - 縄文時代～弥生時代。
- 東田面遺跡 - 縄文時代。
- 東本郷遺跡 - 縄文時代。
- 東山遺跡 - 縄文時代。
- 引陣遺跡 - 平安時代～中世。
- 久井度遺跡 - 縄文時代～弥生時代。
- ヒジリ平遺跡 - 縄文時代。
- 百田遺跡 - 旧石器時代。
- 日向遺跡 - 縄文時代。
- 平畑遺跡 - 平安時代～近世。
- 平山遺跡 - 旧石器時代～縄文時代。
- 広貝戸遺跡 - 縄文時代。
- 広沢遺跡 - 縄文時代。
- 廣田遺跡 - 縄文時代・中世。
- 広畑遺跡（小畑町） - 縄文時代。
- 広畑遺跡（下国谷町） - 縄文時代。
- 広見遺跡 - 縄文時代。
- 深田遺跡 - 縄文時代・中世。
- 不二平遺跡 - 中世～近世。
- 船戸遺跡 - 縄文時代。
- 古畑遺跡 - 縄文時代。
- 平成遺跡 - 縄文時代・奈良時代・中世～近世。
- 宝録沢遺跡 - 縄文時代。
- 細田遺跡 - 奈良時代・中世～近世。
- 細蕨遺跡 - 中世～近世。
- 仏田遺跡 - 縄文時代。
- 洞遺跡 - 縄文時代。
- 堀切遺跡 - 縄文時代？・中世～近世。
- ホンゴ遺跡 - 縄文時代。
- 本郷遺跡 - 縄文時代。
- ホンボラグチ遺跡 - 縄文時代。
- 舞木遺跡 - 古墳時代。
- 前畑遺跡 - 縄文時代。
- マガリ遺跡 - 弥生時代。
- 松下遺跡 - 縄文時代・中世。
- 松根遺跡（閑羅瀬町） - 縄文時代。
- 松根遺跡（中立町） - 縄文時代。
- 的場遺跡 - 中世。
- 丸根遺跡 - 縄文時代・平安時代～中世。
- 丸山遺跡 - 中世。
- 万場遺跡 - 縄文時代。
- 万場垣内遺跡 - 縄文時代。
- 瑞穂遺跡 - 奈良時代～中世。
- ミダ洞遺跡 - 縄文時代。
- 道上遺跡 - 中世。
- 南遺跡 - 縄文時代。
- 南貝津遺跡 - 縄文時代。
- 南垣内遺跡 - 縄文時代。
- 御船遺跡 - 旧石器時代。
- 宮口遺跡（永太郎町） - 縄文時代。
- 宮口遺跡（宮口町） - 平安時代～中世。
- 宮下遺跡（小松野町） - 平安時代～中世。
- 宮下遺跡（中当町） - 縄文時代。
- 宮下遺跡（久木町） - 縄文時代・平安時代～近世。
- 宮平遺跡 - 中世。
- 宮ノ腰遺跡 - 縄文時代～弥生時代・中世。
- 宮ノ前後遺跡 - 中世。
- 宮ノソンデ遺跡 - 縄文時代。
- 宮ノ庭遺跡 - 縄文時代。
- 宮ノ前遺跡（大平町） - 中世～近世。
- 宮ノ前遺跡（大野瀬町） - 弥生時代。
- 宮ノ前遺跡（押井町） - 縄文時代。
- 宮前遺跡 - 中世～近世。
- 向田遺跡 - 縄文時代・中世。
- 向田平遺跡 - 中世～近世。
- 向イ原遺跡 - 縄文時代。
- 向山遺跡 - 縄文時代。
- 麦入遺跡 - 縄文時代。
- 森下遺跡（長興寺） - 縄文時代・中世。
- 森下遺跡（沢田町） - 中世～近世。
- 薬師嶽遺跡 - 縄文時代。
- ヤゲ西遺跡 - 縄文時代。
- 居屋敷西遺跡 - 縄文時代。
- ヤシロジマ遺跡 - 縄文時代。
- 社道遺跡 - 縄文時代。
- 矢竹遺跡 - 中世。
- 柳坪遺跡 - 縄文時代。
- 家名地遺跡 - 縄文時代。
- 矢作川河床遺跡 - 縄文時代～中世。
- 薮下遺跡 - 縄文時代。
- 山形遺跡 - 縄文時代・中世。
- 山口遺跡 - 弥生時代。
- 山沢遺跡 - 縄文時代。
- 山寺遺跡 - 縄文時代。
- 山洞遺跡（明賀町） - 縄文時代。
- 山洞遺跡（北一色町） - 平安時代～近世。
- 谷耳太遺跡 - 縄文時代。
- 谷耳太南遺跡 - 奈良時代・中世。
- 横手遺跡 - 縄文時代・中世。
- 吉ヶ入A遺跡 - 縄文時代。
- 吉ヶ入B遺跡 - 旧石器時代。
- 四ツ田遺跡 - 中世。
- 夜家遺跡 - 古墳時代。
- 寄畔遺跡 - 縄文時代。
- 霊岩寺B遺跡 - 旧石器時代。
- 六所山遺跡 - 中世。

## 集落跡
- 沢尻遺跡 - 縄文時代。
- 三斗目遺跡 - 縄文時代。
- 三本松遺跡 - 縄文時代。
- シメド遺跡 - 縄文時代。
- 新金山遺跡 - 古墳時代。
- 神明遺跡 - 弥生時代～古墳時代・奈良時代。
- 千石遺跡 - 縄文時代～中世。
- 曽根遺跡 - 縄文時代・古墳時代。
- 大安寺遺跡 - 縄文時代～弥生時代。
- 塚越遺跡 - 弥生時代。
- 寺部遺跡 - 縄文時代～近世。
- 寺部城関連遺跡-古代～近世。
- 天神前遺跡 - 古墳時代・奈良時代。
- 常盤町遺跡 - 縄文時代・古墳時代。
- 栃原遺跡 - 弥生時代～古墳時代。
- 中川原遺跡 - 縄文時代・中世。
- 則定本郷B遺跡 - 縄文時代。
- 花本遺跡 - 弥生時代～古墳時代・奈良時代～現代。
- 馬場遺跡 - 縄文時代。
- 番城垣内遺跡 - 縄文時代。
- 日陰田遺跡 - 縄文時代。
- ヒロノ遺跡 - 縄文時代。
- 船塚遺跡 - 縄文時代。
- 木用遺跡 - 縄文時代。
- 北海道遺跡 - 古墳時代・奈良時代～中世。
- 本川遺跡 - 弥生時代～古墳時代・中世。
- 万加田遺跡 - 縄文時代・奈良時代～平安時代。
- 水入遺跡 - 古墳時代・奈良時代～近世。
- 水汲遺跡 - 縄文時代。
- 南山畑遺跡 - 弥生時代～古墳時代。
- 宮口元屋敷遺跡 - 中世。
- 宮ノ前遺跡 - 縄文時代。
- 矢迫遺跡 - 古墳時代・中世。
- 谷耳太東遺跡 - 弥生時代～古墳時代。
- 吉田遺跡 - 縄文時代。

## その他
- 八ツ口洞1号塚状遺構 - （時期不詳）
- 八ツ口洞2号塚状遺構 - （時期不詳）
- 下西山塚状古墓 - （時期不詳）
- 下山畑塚状遺構 - （時期不詳）
- 手呂銅鐸出土地 - 弥生時代。
- 百々貯木場 - 近代～現代。
- 鉄砲山 - 近世。
- 大窪遺跡 - 縄文時代～中世。
- 王滝遺跡 - 弥生時代。
- 明治用水旧頭首工 - 近代～現代。
- 上郷中塚状遺構 - （時期不詳）
- 天下峯遺跡 - 弥生時代。
- 三ツ塚塚状遺構 - （時期不詳）
- 鴛鴨塚状遺構 - （時期不詳）
- 龍性院 - 近世。
- 藤塚 - 中世。
- 岩谷1号岩陰 - 縄文時代。
- 岩谷2号岩陰 - 縄文時代～中世。